# Lista de filmes com temática LGBT de 2020
Esta é uma lista de filmes de longa e média metragem que contém personagens e/ou temática lésbica, gay, bissexual, ou transgénero lançados em 2020.
| Título                                                                                  | Direção                                             | País                             | Gênero                               | Elenco | Anotações |
| --------------------------------------------------------------------------------------- | --------------------------------------------------- | -------------------------------- | ------------------------------------ | --- | --- |
| 5 Casas                                                                                 | Bruno Gularte Barreto                               | Brasil, Alemanha                 | Documentário                         | | Segue professora de francês idosa, um jovem gay, um fazendeiro isolado, um grupo de freiras, e um jovem órfão                                                                            |
| 7 minutes                                                                               | Ricky Mastro                                        | França, Itália                   | Suspense, Drama, Romance             | Antoine Herbez, Clément Naline, Sylvain Jouret, Nicolas Lainé, Robin Larroque, Valentin Malguy                                                      | Um homem investiga a morte do filho e o namorado deste e acaba se aproximando de um homem que pode estar envolvido                                                                       |
| Abomination                                                                             | Nicky Larkin                                        | Reino Unido                      | Documentário                         | | Segue uma trupe teatral LGBT de Belfast em sua primeira semana de ensaios para uma ópera retratando um episódio homofóbico na Irlanda do Norte                                           |
| Aconchego da tua Mãe                                                                    | Adam Golub                                          | Brasil                           | Documentário                         | Indianara Siqueira | Sobre a Casa Nem, um abrigo para os sem-teto e centro comunitário para prostitutas trans no Rio de Janeiro                                                                               |
| ADI: insan                                                                              | Eriş Akman                                          | Turquia                          | Drama                                | Umit Sural, Oğuzhan Yıldız, Aliye Mutlu | Uma cantora travesti de Gálata encontra um bebê abandonado e o leva para casa |
| Admitted                                                                                | Ojaswwee Sharma                                     | Índia                            | Documentário                         | Dhananjay Chauhan | Sobre a primeira estudante trans da Panjab University em Chandigar |
| Advento de Maria                                                                        | Vinícius Machado                                    | Brasil                           | Drama                                | Maria Eduarda Maia, Júlia Schelle, Beta Rangel | Uma menina trans de 11 anos sofre com pressões religiosas e familiares |
| Advokatas                                                                               | Romas Zabarauskas                                   | Lituânia                         | Drama                                | Eimutis Kvosciauskas, Dogac Yildiz, Darya Ekamasova                                                                                                 | Um advogado lituano se apaixona por um refugiado sírio |
| The Aerialist                                                                           | Ned Farr                                            | EUA                              | Drama                                | Dreya Weber, Morgan Bradley, Kelly Marcus, Thunderbird Dinwiddie, Victoria Meade, Grasan Kingsberry                                                 | Uma trapezista batalha contra a idade, lesões, uma jovem diretora querendo acabar com sua carreira, e um repórter                                                                        |
| Against the Current                                                                     | Oskar Pall Sveinsson                                | Islândia                         | Documentário                         | Veiga Grétarsdóttir | Uma mulher trans contorna a Islândia em um caiaque em uma jornada pessoal |
| Ahead of the Curve                                                                      | Jen Rainin                                          | EUA                              | Documentário                         | Franco Stevens, Jewelle Gomez, Kate Kendell | Sobre Franco Stevens, criadora da mais vendida revista lésbica já publicada |
| Alfabeto Sexual                                                                         | André Medeiros Martins                              | Brasil                           | Documentário                         | André Medeiros Martins, Hudson de Carvalho | Segue o relacionamento entre dois homens a partir de experimentos pornográficos e psicodélicos                                                                                           |
| Always Amber                                                                            | Lia Hietala, Hannah Reinikainen                     | Suécia                           | Documentário                         | Amber Mastracci, Sebastian Olivera, Alma Mastracci, Luciano Mastracci                                                                               | Mostra a transição de gênero e as amizades de Amber Mastracci, uma pessoa não-binária |
| Ámbar                                                                                   | Esteban Ramírez                                     | Costa Rica                       | Drama                                | Freddy Viquez, Jorge Marrale, Paula Sartor, Michelle Jones, Andy Gamboa, Alex Costa                                                                 | Um investigador particular procura o responsável por colocar sua filha em um coma e enfrenta seu próprio passado                                                                         |
| Ammonite                                                                                | Francis Lee                                         | Reino Unido, Austrália           | Drama                                | Kate Winslet, Saoirse Ronan, Fiona Shaw, Alec Secăreanu, James McArdle, Gemma Jones                                                                 | Uma versão ficcionalizada do relacionamento entre a paleontóloga Mary Anning e a geóloga Charlotte Murchison                                                                             |
| Ánima                                                                                   | Kuno Becker                                         | México                           | Suspense                             | Kuno Becker, Javier Díaz Dueñas, David Fridman, Genaro Hernandez                                                                                    | Um homem fica obcecado com uma mulher lésbica casada |
| Anyáim története                                                                        | Sára Haragonics, Asia Dér                           | Hungria                          | Documentário                         | | Duas mulheres querem começar uma família, mas as leis do país só permitem que elas adotem como solteiras                                                                                 |
| Are We Lost Forever                                                                     | David Färdmar                                       | Suécia                           | Romance, Drama                       | Jonathan Andersson, Björn Elgerd, Shirin Golchin, Maria Hedborg, Victor Iván                                                                        | Uma expansão do curta Vi finns inte längre de 2018, que segue o término de um relacionamento entre dois homens                                                                           |
| The Art of Fallism                                                                      | Gunnbjørg Gunnarsdóttir, Aslaug Aarsæther           | Noruega, África do Sul           | Documentário                         | | Segue protestos estudantis sul-africanos que demandam a descolonização da educação |
| Ashley                                                                                  | Jamie Crewe                                         | Reino Unido                      | Drama                                | Jamie Crewe | Uma mulher trans chega em um chalé isolado perto da praia |
| Ask Any Buddy                                                                           | Elizabeth Purchell                                  | EUA                              | Documentário                         | Casey Donovan, Al Parker, Jack Wrangler | Usa fragmentos de 126 filmes, de 1968 até 1986, para criar uma narrativa da vida urbana gay da época                                                                                     |
| At the Back of the Screen                                                               | Malga Kubiak                                        | Suécia                           | Documentário                         | Jessica Berntsson, Alexi Carpentieri, Rafal Domagala, Thomas Goersch, Agata Grabowska, Johan Hamrin                                                 | Sobre a carreira da diretora, seu time, e o estado do cinema independente e queer na Polônia                                                                                             |
| Aviva                                                                                   | Boaz Yakin                                          | EUA, França                      | Musical, Drama, Romance              | Zina Zinchenko, Bobbi Jene Smith, Tyler Phillips, Or Schraiber                                                                                      | Depois de se conhecerem online, um casal transnacional embarcam em um romance tumultuoso                                                                                                 |
| El baile de los 41                                                                      | David Pablos                                        | México, Brasil                   | Drama, Histórico                     | Alfonso Herrera, Emiliano Zurita, Fernando Becerril, Mabel Cadena, Paulina Álvarez Muñoz                                                            | Baseado no escândalo homônimo, onde 41 homens foram presos por homossexualidade e/ou travestismo em um baile da elite em 1901                                                            |
| Bare                                                                                    | Aleksandr M. Vinogradov                             | Bélgica                          | Documentário                         | Jari Boldrini, Valentin Braun, Peter De Vuyst, Jean Fürst, Davide Guarino, Michal Adam Góral                                                        | 11 homens nus fazem um teste de elenco, ensaiam, e apresentam um espetáculo de dança |
| Beautiful Dreamer                                                                       | Amy Glazer                                          | EUA                              | Comédia, Drama                       | Wendie Malick, Louis Ozawa, Erin Daniels, Jennifer Mudge, Kathryn Smith-McGlynn, Sarah Hayon                                                        | Segue um grupo de amigos de São Francisco em seus 40 anos |
| Before the Night is Over                                                                | Richard Griffin                                     | EUA                              | Terror                               | Samantha Acampora, Roberto Alexander, Ricky Irizarry                                                                                                | Depois da morte de seus pais, uma jovem passa a viver com a tia em um bordel |
| Being Eriko                                                                             | Jannik Splidsboel                                   | Dinamarca, Noruega               | Documentário                         | Eriko Makimura | Sobre a pianista japonesa Eriko Makimura |
| Berlin Alexanderplatz                                                                   | Burhan Qurbani                                      | Alemanha                         | Drama                                | Welket Bunguê, Jella Haase, Albrecht Schuch, Joachim Król, Thelma Buabeng                                                                           | Adaptação do romance homônimo de Alfred Döblin |
| Beware of Dog                                                                           | Nadia Bedzhanova                                    | Alemanha, Rússia, EUA            | Drama                                | Marina Vasilyeva, Buddy Duress, Paula Knüpling, Marina Prados, Kevin Iso, Pavel Tabakov                                                             | Uma jovem em Moscou lida com TOC enquanto sua prima em Berlim tenta ignorar sua própria condição médica ao começar um relacionamento                                                     |
| Beyto                                                                                   | Gitta Gsell                                         | Suíça                            | Drama                                | Burak Ates, Dimitri Stapfer, Ecem Aydin, Beren Tuna, Serkan Tastemur                                                                                | Filho único de uma família de imigrantes turcos, um nadador talentoso se apaixona por seu treinador                                                                                      |
| Bibliothèque rose                                                                       | François Zabaleta                                   | França                           | Drama                                | Louis Le Golvan, Laurence Pouyanfar, Christophe Chanal-Colas                                                                                        | Um jovem está convencido de que um homem casado que ele nunca conheceu é o homem da sua vida                                                                                             |
| Birds of Prey                                                                           | Cathy Yan                                           | EUA                              | Ação, Aventura                       | Margot Robbie, Mary Elizabeth Winstead, Jurnee Smollett Bell, Rosie Perez, Ella Jay Basco, Ewan McGregor                                            | [ 30 ] |
| Black Lake                                                                              | K. Pervaiz                                          | Reino Unido                      | Terror                               | Ayvianna Snow, K. Pervaiz, Aditi Bajpai, Naseema | Uma artista vai à procura de inspiração em uma propriedade isolada e se encontra na mira de um demônio                                                                                   |
| Blitzed!                                                                                | Bruce Ashley, Michael Donald                        | Reino Unido                      | Documentário                         | Boy George, Michele Clapton, Steve Dagger, Fiona Dealey, Rusty Egan, Robert Elms                                                                    | [ 32 ] |
| Bloodthirsty                                                                            | Amelia Moses                                        | Canadá                           | Terror                               | Lauren Beatty, Greg Bryk, Katharine King, Michael Ironside, Judith Buchan, Jayce McKenzie                                                           | trad. Sedenta de Sangue Uma cantora e sua namorada visitam um produtor musical em seu remoto estúdio na floresta                                                                         |
| Bloody Nose, Empty Pockets                                                              | Bill Ross                                           | EUA                              | Documentário                         | Peter Elwell, Michael Martin, Shay Walker | Sobre a história e os últimos momentos do Roaring 20's, um bar de Los Angeles |
| The Boy Foretold by the Stars                                                           | Dolly Dulu                                          | Filipinas                        | Comédia, Romance                     | Adrian Lindayag, Keann Johnson, Iyah Mina, Rissey Reyes, John Leinard Ramos, Jan Rey Escaño                                                         | Dois garotos em seu último ano do ensino médio se conhecem através de uma vidente |
| Boyette: Not a Girl Yet                                                                 | Jonathan Albano                                     | Filipinas                        | Comédia                              | Zaijan Jaranilla, Maris Racal, Inigo Dominic Pascual, Joey Marquez Ketchup, Eusebio Jairus Aquino                                                   | Um calouro da faculdade finge ser hétero para se aproximar do garoto que gosta, que é homofóbico                                                                                         |
| The Boys in the Band                                                                    | Joe Mantello                                        | EUA                              | Drama                                | Jim Parsons, Zachary Quinto, Matt Bomer, Andrew Rannells, Charlie Carver, Robin de Jesús, Brian Hutchison, Michael Benjamin Washington, Tuc Watkins | Baseado na peça homônima de Mart Crowley |
| Brazen Hussies                                                                          | Catherine Dwyer                                     | Austrália                        | Documentário                         | Elizabeth Reid, Anne Summers, Pat O'Shane, Martha Ansara, Barbara Creed, Suzanne Bellamy                                                            | Sobre o movimento de libertação feminina australiano nos anos 60 e 70 |
| Breaking Fast                                                                           | Mike Mosallam                                       | EUA                              | Comédia, Romance                     | Michael Cassidy, Veronica Cartwright, Haaz Sleiman, Patrick Sabongui                                                                                | Um muçulmano de coração partido conhece um homem que oferece quebrar o jejum do Ramadã com ele                                                                                           |
| Bridge of Destiny                                                                       | Nguyen Huu Tien                                     | Vietnã                           | Drama                                | Binh Ly, Tran Ngoc Vang, Trinh Xuan Nhan, YaYa Truong Nhi, Huu Tai                                                                                  | Um homem casado e bem sucedido descobre que o amigo de seu filho é parente de seu antigo amante                                                                                          |
| Brummi                                                                                  | Ralf Bischoff                                       | Alemanha                         | Drama                                | Moritz Berg, Birgit Schürmann, Wolfgang Böhmer, Steffen Böye, Eva-Maria Kurz, Josef Volmer                                                          | [ 40 ] |
| The Burning Baby                                                                        | Paul Kindersley                                     | Reino Unido                      | Terror                               | Pádraig Condron, Florence Devereux, Kitty Ray Harper Fedorec, Tamara MacArthur, Nick Patrick                                                        | Em uma ilha remota, uma mãe abusiva mantém seu filho como um bebê com a ajuda das irmãs sadísticas dele                                                                                  |
| By Day’s End                                                                            | Michael Souder                                      | EUA                              | Terror, Romance                      | Lyndsey Lantz, Andrea Nelson, Joshua Keller Katz, Bill Oberst Jr., Maria Olsen, Devlin Wilder                                                       | Um casal lésbico deve esquecer os problemas de seu relacionamento para lutar contra o apocalipse zumbi                                                                                   |
| Can You Bring It: Bill T. Jones and D-Man in the Waters                                 | Rosalynde Leblanc, Tom Hurwitz                      | EUA                              | Documetário                          | Bill T. Jones, Arnie Zane | Segue o amor entre dois dançarinos, o estúdio de dança criado pelos dois, e a devastação da AIDS nos anos 80                                                                             |
| Canción de Invierno                                                                     | Silvana Lázaro                                      | México                           | Drama                                | Ruth Ramos, Andrés Lupone Ojeda, Marisol Cal y Mayor, Leonardo Ponce                                                                                | Dois melhores amigos saem em uma jornada após terminarem com seus respectivos parceiros                                                                                                  |
| Canela                                                                                  | Cecilia del Valle                                   | Argentina                        | Documentário                         | Canela Grandi | Segue a rotina de uma arquiteta trans |
| Canto dos Ossos                                                                         | Jorge Polo, Petrus de Bairros                       | Brasil                           | Terror, Fantasia, Drama              | Rosalina Tamiza, Maricota, Lucas Nascimento, Noá Bonoba, Ana Manoela, Thai Pata                                                                     | Dois amigos monstruosos decidem seguir caminhos diferentes |
| Carlinhos & Carlão                                                                      | Pedro Amorim                                        | Brasil                           | Comédia                              | Thati Lopes, Luís Lobianco, Thiago Rodrigues, Suzy Brasil, Luis Miranda, Marcelo Flores                                                             | Um homem preconceituoso é trancado em um armário mágico que cria um alter ego homossexual para ele                                                                                       |
| The Carnivores                                                                          | Caleb Johnson                                       | EUA                              | Drama                                | Lindsay Burdge, Frank Mosley, Tallie Medel, Jason Newman, Vincent James Prendergast, Thomas Fernandes                                               | A lenta morte de um cachorro coloca pressões no relacionamento de duas mulheres |
| La Casa Dell'Amore                                                                      | Luca Ferri                                          | Itália                           | Documentário                         | Bianca Dolce Miele, Natasha De Casto, Dario Bacis, Domenico Monetti, Walter Zombie, Umberto Baccolo                                                 | Segue a rotina de uma prostituta trans, sem sair de seu apartamento |
| Il caso Braibanti                                                                       | Carmen Giardina, Massimiliano Palmese               | Itália                           | Documentário                         | Pier Giorgio Bellocchio, Aldo Braibanti, Ferruccio Braibanti, Fabio Bussotti, Lou Castel, Mauro Conte                                               | Sobre a vida do intelectual italiano Aldo Braibanti |
| El cazador                                                                              | Marco Berger                                        | Argentina                        | Drama                                | Juan Pablo Cestaro, Juan Barberini, Lautaro Rodríguez                                                                                               | [ 50 ] |
| The Christmas House                                                                     | Michael Grossman                                    | EUA                              | Romance, Drama                       | Robert Buckley, Ana Ayora, Treat Williams, Sharon Lawrence, Jonathan Bennett, Brad Harder                                                           | Um casal chama seus filhos adultos para criarem uma casa perfeita para o Natal |
| The Christmas Setup                                                                     | Pat Mills                                           | EUA, Canadá                      | Comédia, Romance                     | Ben Lewis, Blake Lee, Fran Drescher, Ellen Wong, Chad Connell, Pedro Miguel Arce                                                                    | Um homem gay e sua melhor amiga passam o natal com a família dele, e sua mãe tenta 'ajudá-lo' a achar um namorado                                                                        |
| Cicada                                                                                  | Kieran Mulcare, Matthew Fifer                       | EUA                              | Romance, Drama                       | Sheldon D. Brown, Matthew Fifer, Cobie Smulders, Scott Adsit, Michael Potts, Jo Firestone                                                           | Um homem bissexual inicia um relacionamento inter-racial |
| City of Queens                                                                          | Matt Timmiss                                        | Reino Unido                      | Documentário                         | | Segue sete drag queens de Londres |
| Coffee Cafe                                                                             | Arunkumar Senthil                                   | Índia                            | Drama                                | | Quatro histórias distintas convergem em uma cafeteria |
| Comisery                                                                                | Quentin Lee, Adisakdi Tantimedh                     | EUA                              | Comédia, Ficção Científica           | Richard Anderson, Verton R. Banks, Jennifer Field, Amy Hill, Nathaniel Ho, Sheetal Sheth                                                            | Filmado durante a pandemia do coronavírus com uma história através de uma conversa por Zoom                                                                                              |
| Complete Strangers                                                                      | Pau Masó                                            | Espanha                          | Drama, Suspense                      | Pau Masó, Matthew Crawley, Sian Abrahams, Fraser Fraser, Sindre Bergfall                                                                            | Um alcoólatra em recuperação retorna a sua cidade natal e se apaixona por um homem que revirará seu mundo                                                                                |
| Consent Factory: Lesbo-Queer Perspectives                                               | Mathilde Capone                                     | Canadá                           | Documentário                         | | Explora a definição do consentimento na comunidade queer feminina |
| Cordero de Dios                                                                         | Iván Noel                                           | Argentina                        | Drama                                | Manuel Figueiro, Iván Noel, Emanuel Renzini, Tino Leunda, Matias Benedetti, Santiago Acevedo                                                        | [ 58 ] |
| As Cores do Divino                                                                      | Victor Costa Lopes                                  | Brasil                           | Documentário                         | Mariínha Pires, Leo da Silva, Baba Cleudo de Oxum, Rosângela da Silva, Keyla de Oliveira, Melissa Reis                                              | Mostra os desafios enfrentados por integrantes de várias religiões da comunidade LGBT no Ceará                                                                                           |
| Cosas de hombres                                                                        | Gabriela Sobarzo                                    | Chile                            | Comédia                              | Paz Bascuñán, Boris Quercia, Mirella Granucci, Carolina Paulsen, Felipe Braun, Marcial Tagle                                                        | Um homem de 50 anos sai do armário para seus melhores amigos, mas um deles tenta convencê-lo que ele só está sexualmente confuso e não pode ser gay                                      |
| Cosas que no hacemos                                                                    | Bruno Santamaría Razo                               | México                           | Documentário                         | Arturo de Dios Cisneros, Estrella Cisneros Pardo, Yulecsi Guadalupe Castañeda Manjarrez                                                             | Um adolescente pede permissão aos seus pais para se vestir femininamente depois de uma situação violenta                                                                                 |
| Couch Connections                                                                       | Christoph Pehofer                                   | Àustria                          | Documentário                         | Christoph Pehofer | Segue os 9 meses que o diretor passou com anfitriões da América do Norte e da Ásia |
| Cowboys                                                                                 | Anna Kerrigan                                       | EUA                              | Drama                                | Steve Zahn, Jillian Bell, Ann Dowd, Chris Coy, Bob Stephenson, Gary Farmer, Sasha Knight                                                            | Um menino trans e seu pai fogem de sua mãe conservadora, que chama a polícia para encontrá-los                                                                                           |
| Cracks in the Patriarchy                                                                | Cagdas Celtikli, Kai Münch                          | Alemanha                         | Documentário                         | | Sete pessoas pertencentes à comunidade LGBT de Buenos Aires falam sobre seus propósitos                                                                                                  |
| Cured                                                                                   | Patrick Sammon, Bennett Singer                      | EUA                              | Documentário                         | | Sobre a campanha que levou à remoção da homossexualidade da lista de doenças mentais da Associação Americana de Psiquiatria em 1973                                                      |
| Cuties                                                                                  | Joshua Gratton                                      | Canadá                           | Terror                               | Tristan Risk, Joshua Gratton, Jacob Romero, Brian Lui, Alexander Lowe, Katie Hayashida                                                              | Um grupo de adolescentes gays são aterrorizados por um assassino em série durante o primeiro mês de seu último ano no ensino médio                                                       |
| Cyrille, agriculteur, 30 ans, 20 vaches, du lait, du beurre, des dettes                 | Rodolphe Marconi                                    | França                           | Documentário                         | | Um fazendeiro gay que só tem um amigo conhece um cineasta que quer fazer um retrato filmado dele                                                                                         |
| Dashing in December                                                                     | Jake Helgren                                        | EUA                              | Romance                              | Peter Porte, Juan Pablo Di Pace, Andie MacDowell, Caroline Harris, Carlos Sanz, Katherine Bailess                                                   | Um homem visita a mãe no Natal para convencê-la a vender seu rancho, mas se apaixona pelo ajudante dela                                                                                  |
| Dating Amber                                                                            | David Freyne                                        | Irlanda                          | Comédia, Romance, Drama              | Fionn O'Shea, Lola Petticrew, Sharon Horgan, Barry Ward, Simone Kirby, Evan O'Connor                                                                | Um adolescente gay e sua amiga lésbica começam um relacionamento falso para se enturmarem em sua nova escola                                                                             |
| DAU. Katya Tanya                                                                        | Jekaterina Oertel, Ilya Khrzhanovsky                | Rússia                           | Drama                                | Alexey Trifonov, Ekaterina Uspina, Tatiana Polozhy, Alexander Efimov, Radmila Shchegoleva, Teodor Currentzis                                        | Uma jovem bibliotecária se apaixona por uma jornalista, mas a KGB considera isso inaceitável para uma mulher soviética                                                                   |
| Daughters (ドーターズ)                                                                  | Hajime Tsuda                                        | Japão                            | Drama                                | Ayaka Miyoshi, Junko Abe, Nene Otsuka, Tomoka Kurotani, Shingo Tsurumi, Hisako Ookata                                                               | O relacionamento entre duas colegas de quarto sofre mudanças quando uma delas fica grávida                                                                                               |
| Dead                                                                                    | Hayden J. Weal                                      | Nova Zelândia                    | Comédia, Terror, Mistério            | Michael Hurst, Cameron Rhodes, Thomas Sainsbury, Jennifer Ward-Lealand, Jess Sayer, Hayden J. Weal                                                  | Um maconheiro deprimido conhece o fantasma de um homem que morreu ao caçar um serial killer                                                                                              |
| Dear Leo                                                                                | Emma Rappold                                        | EUA                              | Drama                                | Jill Young, Caroline Beagles, Alexandra Intrator, Lauren Weik, Fazia Rizvi, Austin Hille                                                            | Uma jovem escreve cartas para seu primo durante seu primeiro ano de faculdade |
| Dear Tenant (親愛的房客)                                                                | Cheng Yu-Chieh                                      | Taiwan                           | Drama                                | Mok Chi-Yee, Grace Chen Shu-Fang, Bai Run-yin, Jack Yao, Jay Shih, Chiung-Hsuan Hsieh                                                               | Um homem cuida do filho e da mãe idosa de seu falecido parceiro, mas quando esta morre o outro filho dela o acusa de assassinato                                                         |
| Death Drop Gorgeous                                                                     | Michael J. Ahern, Christopher Dalpe, Brandon Perras | EUA                              | Comédia, Terror                      | Wayne Gonsalves, Payton St. James, Brandon Perras, Christopher Dalpe, Michael J. Ahern, Sean Murphy                                                 | Um bartender deprimido e uma drag queen chegando na terceira idade tentam escapar de vampiros gays por uma noite                                                                         |
| Denise Ho - Becoming the Song                                                           | Sue Williams                                        | EUA                              | Documentário                         | Denise Ho | Segue a jornada de Denise Ho, estrela de cantopop que se tornou uma ativista abertamente lésbica                                                                                         |
| Desmontando armarios                                                                    | Richard Zubelzu                                     | Espanha                          | Documentário                         | Victor Javier Cavia, Kiara Brambilla, Regino Mateo, Rosmari Alonso, Eduardo Zamanillo, Carlos Montenegro                                            | Sobre a história do ativismo LGBT na Cantábria |
| Detroit Evolution                                                                       | Michelle Iannantuono                                | EUA                              | Ficção Científica, Suspense, Romance | Michael James Daly, Christopher Trindade | Um fan film ambientado no mundo do videogame Detroit: Become Human |
| Dev-Ansh: Son of God                                                                    | Jimpa Bhutia                                        | Índia                            | Suspense                             | Sajal Sharma, Karanveer Singh, Prateek Chaturvedi, Yukta Sharma, Sunny Basoya                                                                       | Um homem sem nome e sem passado sai em busca de sua identidade com a ajuda de dois campistas                                                                                             |
| Diga Meu Nome                                                                           | Juliana Chagas Gouveia                              | Brasil                           | Documentário                         | Selene Rufino Soares, Diana Conrado | Duas mulheres trans tentam mudar o nome em seus documentos |
| A Dim Valley                                                                            | Brandon Colvin                                      | EUA                              | Fantasia, Comédia, Drama             | Zach Weintraub, Whitmer Thomas, Robert Longstreet, Rachel McKeon, Rosalie Lowe, Feathers Wise                                                       | Um biólogo ranzinza e seus alunos maconheiros encontram um misterioso grupo de mochileiros na floresta                                                                                   |
| La diosa del asfalto                                                                    | Julián Hernández                                    | México                           | Drama                                | Ximena Romo, Nelly González, Alejandra Herrera, Raquel Robles, Jimena Mancilla, Paulina Goto                                                        | [ 80 ] |
| Disarm Hate                                                                             | Julianna Brudek                                     | EUA                              | Documentário                         | Harvey Fierstein, Michelle Haro, Ashlee Marie Preston                                                                                               | Depois do massacre na boate Pulse, nove pessoas LGBT se juntam a um cabeleireiro ativista para organizarem protestos demandando direitos para a comunidade e lutar contra a NRA          |
| Disclosure: Trans Lives on Screen                                                       | Sam Feder                                           | EUA                              | Documentário                         | Alexandra Billings, Chaz Bono, Sandra Caldwell, Candis Cayne, Jamie Clayton, Michael D. Cohen, Laverne Cox                                          | Sobre a representação trans na mídia |
| A Distant Place (정말 먼 곳)                                                            | Park Kun-Young                                      | Coreia do Sul                    | Drama                                | Sang-hee Lee, Ju-bong Gi, Kyung Hong, Kang Gil-woo                                                                                                  | Um homem e sua sobrinha vivem com um ovinocultor e sua filha |
| Divos!                                                                                  | Ryan Patrick Bartley                                | EUA                              | Comédia                              | Matt Steele, Timothy Brundidge, Nicole Sullivan, Jayson Bernard, Jason Stuart                                                                       | O autoproclamado melhor ator da escola é forçado a dividir o palco com o atleta estrela em um musical do colégio                                                                         |
| Dog Valley                                                                              | Dave Lindsay                                        | EUA                              | Documentário                         | | Em 1998, dois ex-presidiários raptaram, estupraram, e torturaram um universitário gay de uma comunidade mórmon                                                                           |
| La dosis                                                                                | Martín Kraut                                        | Argentina                        | Suspense                             | Carlos Portaluppi, Ignacio Rogers, Lorena Vega, Julia Martínez, Rubio Germán de Silva, Alberto Suárez                                               | Um enfermeiro que eutaniza pacientes terminais sem autorização conhece seu novo colega, que faz o mesmo mas por pura sociopatia                                                          |
| Dramarama                                                                               | Jonathan Wysocki                                    | EUA                              | Comédia                              | Zak Henri, Nico Greetham, Anna Grace Barlow, Nick Pugliese, Megan Suri, Danielle Kay                                                                | Em 1994, um grupo atores adolescentes conservadores organizam uma festa temática de mistério, onde um deles pretende sair do armário                                                     |
| Drawn Back Home                                                                         | Thomas Awrey                                        | EUA                              | Comédia, Drama                       | Mickey O'Sullivan, Paul Michael Thomson, Clare Cooney, Paula Anglin, Stan Adams, Jennifer Jelsema                                                   | O reencontro entre dois antigos melhores amigos separados por suas escolhas de vida |
| Dwitiyo Purush (দ্বিতীয় পুরুষ)                                                               | Srijit Mukherji                                     | Índia                            | Suspense                             | Parambrata Chatterjee, Raima Sen, Abir Chatterjee, Anirban Bhattacharya                                                                             | Continuação do filme Baishe Srabon de 2011 |
| Ellie & Abbie (& Ellie’s Dead Aunt)                                                     | Monica Zanetti                                      | Austrália                        | Comédia, Romance                     | Julia Billington, Melanie Bowers, Bridie Connell, Marta Dusseldorp, Chiara Gizzi, Sophie Hawkshaw                                                   | Uma adolescente quer convidar a garota que ela gosta para a festa de formatura, mas o fantasma de sua tia lésbica aparece para dar conselhos amorosos dos anos 80                        |
| Emilia                                                                                  | César Sodero                                        | Argentina                        | Drama, Romance                       | Claudia Cantero, Fernando Contigiani, Nina Dziembrowski, Ezequiel Díaz                                                                              | Depois de terminar com sua namorada, uma mulher retorna à casa de sua mãe em um vilarejo na Patagônia                                                                                    |
| Das Ende des Schweigens                                                                 | Van-Tien Hoang                                      | Alemanha                         | Documentário, Drama                  | Stefan Vogel, Christoph Stein, Conrad Bach, Nicole Goebel, Bernd Lottermann                                                                         | Docudrama sobre os julgamentos gays de Frankfurt em 1950-1951, quando um prostituto adolescente foi preso e deu o nome de todos os seus clientes                                         |
| Enfant Terrible                                                                         | Oskar Roehler                                       | Alemanha                         | Biográfico, Drama                    | Oliver Masucci, Götz Otto, Christian Berkel, Katja Riemann, Alexander Scheer, André Hennicke                                                        | Sobre a vida e o impacto do icônico diretor alemão Rainer Werner Fassbinder |
| Ernesto                                                                                 | Alice De Luca, Giacomo Raffaelli                    | Itália                           | Drama                                | Federico Russo, Blu Yoshimi, Luca Ingravalle, Silvia Micunco                                                                                        | Um adolescente vaga pelas ruas de Roma à procura dele mesmo |
| Escaping Freedom                                                                        | Edd Blott                                           | EUA                              | Drama                                | Patrick D. Green, Kelly Godell, Jonathan Daniel Miles, Brian Adrian Koch, Laura Welsh, Jill Sughrue                                                 | Dois irmãos adotivos, um pastor e uma hedonista, se reencontram após anos sem comunicação                                                                                                |
| Estaciones                                                                              | Edgar Salas                                         | México                           | Documentário                         | Daniela Cerón Martínez, Nancy Herrera García, Rubén Macedo, Roberto Cabral, Morganna Love                                                           | Segue um sexólogo, um ator de cabaré, uma cantora, e uma ativista, todos parte da comunidade LGBT                                                                                        |
| Eurovision Song Contest: The Story of Fire Saga                                         | David Dobkin                                        | EUA                              | Comédia                              | Will Ferrell, Rachel McAdams, Pierce Brosnan, Dan Stevens, Demi Lovato                                                                              | |
| Everybody’s Talking About Jamie                                                         | Jonathan Butterell                                  | Reino Unido, EUA                 | Musical, Drama                       | Max Harwood, Richard E. Grant, Sharon Horgan, Lauren Patel, Shobna Gulati, Sarah Lancashire                                                         | Baseado no musical homônimo sobre um adolescente inglês que quer ser uma drag queen |
| EX                                                                                      | George Markakis                                     | Alemanha                         | Drama                                | Jorge Benavides, Mitzucker Rae Samson, Diana Kleimenova, Kalliopi Tzermani, Choko Erika, Can Ali Karaman                                            | Um olhar pela cultura hedonística de Berlim |
| An Extraordinary Affair                                                                 | Benjamin T. Orifici                                 | EUA, França                      | Drama                                | Wendell Laurent, Elizabeth Vermilyea, David Woodrow, Gareth E. Lawson                                                                               | Um homem gay casado se apaixona por uma mulher |
| Falling                                                                                 | Viggo Mortensen                                     | EUA, Canadá, Reino Unido         | Drama                                | Viggo Mortensen, Lance Henriksen, Sverrir Gudnason, Laura Linney, Hannah Gross, David Cronenberg                                                    | Um pai conservador passa a viver com a família de seu filho gay |
| The Family Tree                                                                         | Jorge Ameer                                         | Panamá, EUA                      | Romance, Drama                       | Keith Roenke, Michael Joseph Nelson, Anaïs Lucia, Jorge Ameer                                                                                       | Um homem sem-teto ensina o verdadeiro significado do amor, família, e a amizade para um viciado em trabalho                                                                              |
| The Fandom                                                                              | Ash Kreis                                           | EUA                              | Documentário                         | Rod O'Riley, Solar, Lucky Coyote, Floof, Summercat, Joe Strike                                                                                      | Sobre a comunidade furry, que possui muitos membros LGBTs |
| Los fantasmas                                                                           | Sebastian Lojo                                      | Guatemala, Argentina             | Drama                                | Marvin Navas, Carlos Morales El Punisher, Daniela Castillo                                                                                          | Um homem guia turistas de dia e seduz homens de noite, levando todos para serem assaltados por seu parceiro                                                                              |
| The Fight                                                                               | Eli B. Despres, Josh Kriegman, Elyse Steinberg      | EUA                              | Documentário                         | Brigitte Amiri, David Cole, Lee Gelerntl, Dale Ho, Brett Kavanaugh, Rachel Maddow                                                                   | Sobre as batalhas travadas entre a União Americana pelas Liberdades Civis e o governo dos EUA desde 2017                                                                                 |
| Um Fio de Baba Escarlate                                                                | Carlos Conceição                                    | Portugal                         | Comédia, Terror                      | Matthieu Charneau, Joana Ribeiro, Leonor Silveira, João Arrais, Teresa Madruga                                                                      | A vida pacata de um serial killer em Lisboa é abalada quando um incidente o transforma numa estrela das redes sociais                                                                    |
| First Blush                                                                             | Victor Neumark                                      | EUA                              | Comédia                              | Rachel Alig, Ryan Caraway, Kate Beecroft, Jordee Kopanski, Christopher Moaney-Lawson, Riley Ceder                                                   | [ 106 ] |
| Flowers of the Field                                                                    | Andrew Stanley                                      | Canadá                           | Drama                                | Ryan Hollyman, Alexander Crowther, Kristopher Turner, Sharon McFarlane, James McDougall, Jesse LaVercombe                                           | Um homem em conflito com sua sexualidade decide ir para um retiro para 'controlar seus impulsos'                                                                                         |
| The Forty-Year-Old Version                                                              | Radha Blank                                         | EUA                              | Comédia, Drama                       | Radha Blank, Peter Y. Kim, Oswin Benjamin, Reed Birney, Imani Lewis, T.J. Atoms                                                                     | Se aproximando dos 40 anos, uma dramaturga de Nova Iorque decide virar rapper |
| Freedia Got a Gun                                                                       | Chris McKim                                         | EUA                              | Documentário                         | Big Freedia | A rapper trans Big Freedia transforma a devastação que sentiu com a morte do irmão em uma luta contra a violência armada                                                                 |
| Friendsgiving                                                                           | Nicol Paone                                         | EUA                              | Comédia                              | Malin Åkerman, Kat Dennings, Jane Seymour, Aisha Tyler, Deon Cole, Ryan Hansen                                                                      | Duas amigas, uma recém divorciada outra recém dispensada pela parceira, convidam seus amigos para um jantar de Ação de Graças                                                            |
| Funny Boy                                                                               | Deepa Mehta                                         | Canadá                           | Drama                                | Arush Nand, Brandon Ingram, Nimmi Harasgama, Ali Kazmi, Agam Darshi, Seema Biswas                                                                   | Baseado no romance homônimo de Shyam Selvadurai, examina o despertar sexual de um menino no período antes da guerra civil do Sri Lanka                                                   |
| Futur Drei                                                                              | Faraz Shariat                                       | Alemanha                         | Drama                                | Benjamin Radjaipour, Eidin Jalali, Banafshe Hourmazdi                                                                                               | Um homem filho de iranianos comete uma infração e tem que fazer serviço comunitário em um centro de detenção de refugiados, onde ele se apaixona por um imigrante                        |
| Garçon chiffon                                                                          | Nicolas Maury                                       | França                           | Comédia                              | Jean-Marc Barr, Nathalie Baye, Laure Calamy, Laurent Capelluto                                                                                      | Um jovem estressado com a cidade deixa Paris e vai morar com sua mãe intrusiva em Limusino                                                                                               |
| La generación silenciosa                                                                | Ferran Navarro-Beltran                              | Espanha                          | Documentário                         | | Um tributo aos anciãos LGBT de Barcelona |
| Getting It                                                                              | Tom Heard                                           | EUA                              | Romance, Drama                       | Tom Heard, Donato De Luca, Sharron Bower, Lesley Pedersen, Jason Graf, Adrian Laguette                                                              | Um cantor rancoroso com a partida de seu ex se aproxima de seu vizinho poeta depressivo                                                                                                  |
| Give or Take                                                                            | Paul Riccio                                         | EUA                              | Comédia                              | Norbert Leo Butz, Jamie Effros, Joanne Tucker, Louis Cancelmi, Cheri Oteri, Annapurna Sriram                                                        | Após a morte do pai, um homem precisa arrumar a casa em que cresceu para a venda, mas precisa dividí-la com o namorado temperamental do falecido                                         |
| The Go-Go’s                                                                             | Alison Ellwood                                      | EUA                              | Documentário                         | Charlotte Caffey, Belinda Carlisle, Gina Schock, Kathy Valentine, Jane Wiedlin                                                                      | Sobre a banda homônima, composta só por mulheres |
| Goemul, Yulyeong, Jayuin (괴물, 유령, 자유인)                                           | Hong Ji-yeong                                       | Coreia do Sul                    | Drama                                | | Segue um casal gay rejeitado pela sociedade e um ator fazendo o papel de Baruch Espinoza                                                                                                 |
| Good Joe Bell                                                                           | Reinaldo Marcus Green                               | EUA                              | Drama                                | Mark Wahlberg, Reid Miller, Connie Britton, Maxwell Jenkins, Gary Sinise                                                                            | Baseado no suicídio de Jadin Bell, um adolescente que sofria bullying intenso por ser gay                                                                                                |
| Good Luck with Everything                                                               | Chris Riggi                                         | EUA                              | Comédia, Drama                       | Michael Strassner, Emma Mead, Stephanie Koenig, Sheila Carrasco, Chris Riggi                                                                        | [ 120 ] |
| A Good Man                                                                              | Marie-Castille Mention-Schaar                       | França, Bélgica                  | Drama                                | Noémie Merlant, SoKo, Vincent Dedienne, Gabriel Almaer, Alysson Paradis, Anne Loiret                                                                | Ao descobrir que sua esposa é infértil, um homem trans decide que ele irá gestar o filho do casal                                                                                        |
| Goodbye Seventies                                                                       | Todd Verow                                          | EUA                              | Drama                                | Chris Rehmann, Ken Kaissar, Justin Ivan Brown, James Kleinmann                                                                                      | Na Nova Iorque dos anos 70, um jovem dançarino é despedido e decide juntar seus amigos e amantes para fazerem filmes pornôs                                                              |
| Gossamer Folds                                                                          | Lisa Donato                                         | EUA                              | Drama                                | Jackson Robert Scott, Alexandra Grey, Sprague Grayden, Franklin Ojeda Smith, Shane West, Ethan Suplee                                               | Em 1986, um garoto em meio de uma mudança e da implosão do casamento de seus pais faz amizade com sua jovem vizinha trans                                                                |
| The Half Of It                                                                          | Alice Wu                                            | EUA                              | Comédia, Drama                       | Leah Lewis, Daniel Diemer, Alexxis Lemire, Collin Chou                                                                                              | |
| Happiest Season                                                                         | Clea DuVall                                         | EUA                              | Comédia, Romance                     | Kristen Stewart, Mackenzie Davis, Mary Steenburgen, Victor Garber, Alison Brie, Aubrey Plaza, Dan Levy                                              | Uma mulher planeja pedir sua namorada em casamento durante um retiro em família, mas descobre que ela não se assumiu para eles                                                           |
| Hayalimdeki Sahneler                                                                    | Metin Akdemir                                       | Turquia                          | Documentário                         | Serap Aksoy Hale Soygazi Nur Sürer Deniz Türkali Engin Ertan Özlem Güçlü                                                                            | Examina cenas de três filmes turcos dos anos 80 com forte subtexto queer |
| He Who is Without Sin                                                                   | Jason Paul Laxamana                                 | Filipinas                        | Drama                                | Elijah Canlas, Enzo Pineda, Pearl Lagman, Migs Campanilla, Lara Fortuna, Gio Gahol                                                                  | Um jovem descobre a verdade sobre o jornalista a quem ele idolatra |
| En helt almindelig familie                                                              | Malou Leth Reymann                                  | Dinamarca                        | Drama                                | Jessica Dinnage, Mikkel Boe Følsgaard, Hadewych Minis, Toft Loholt, Neel Rønholt, Lado Hadzic                                                       | Uma garota tem que lidar com a transição de gênero de seu pai |
| his (映画)                                                                              | Rikiya Imaizumi                                     | Japão                            | Romance, Drama                       | Keiko Toda, Toshie Negishi, Honoka Matsumoto | Dois namorados do ensino médio terminam e se reencontra treze anos depois |
| Hochwald                                                                                | Evi Romen                                           | Áustria, Bélgica                 | Drama                                | Thomas Prenn, Noah Saavedra, Josef Mohamed, Hannes Perkmann, Kida Khodr Ramadan                                                                     | Um jovem dançarino vivendo em um pequeno vilarejo tem que superar a morte de seu melhor amigo, vítima de um ataque em uma boate gay                                                      |
| Hola Yumbo                                                                              | Tim Dekkers                                         | Países Baixos                    | Documentário                         | | O fenômeno de um shopping center na Grã-Canária que virou atração para homens gays de toda a Europa                                                                                      |
| Homens Pink                                                                             | Renato Turnes                                       | Brasil                           | Documentário                         | Carlos Eduardo Valente, Celso Curi, José Ronaldo, Julio Rosa, Eduardo Fraga, Luis Baron                                                             | Nove homens gays idosos dividem suas memórias |
| Hum Bhi Akele Tum Bhi Akele                                                             | Harish Vyas                                         | Índia                            | Drama, Romance                       | Anshuman Jha, Zareen Khan, Ravi Khanvilkar, Gurfateh Pirzada, Nitin Sharma                                                                          | Um garoto gay e uma garota lésbica viajam de Nova Deli até Himachal |
| I Am Samuel                                                                             | Peter Murimi                                        | Quênia, Canadá, EUA, Reino Unido | Documentário                         | | Segue o dilema de um homem gay em um país onde a homossexualidade é ilegal |
| I Care a Lot                                                                            | J Blakeson                                          | Reino Unido                      | Comédia, Crime, Suspense             | Rosamund Pike, Eiza González, Dianne Wiest, Peter Dinklage, Chris Messina, Isiah Whitlock Jr.                                                       | Uma curadora golpista percebe que a idosa em seus cuidados é mais do que parece ser |
| I Carry You with Me                                                                     | Heidi Ewing                                         | EUA, México                      | Drama, Romance                       | Armando Espitia, Christian Vazquez, Michelle Rodríguez, Ángeles Cruz, Arcelia Ramírez, Michelle González                                            | Baseado na história real de um casal homossexual mexicano que imigrou ilegalmente para os Estados Unidos no final dos anos 90                                                            |
| I Hate New Year's                                                                       | Christin Baker                                      | EUA                              | Comédia, Romance                     | Dia Frampton, Ashley Argota, Candis Cayne, Andrew Brennen, Kelly Lynn Reiter, Tamiko Robinson Steele                                                | Uma estrela musical em ascensão retorna para sua casa em Nashville no Ano-novo para encontrar inspiração                                                                                 |
| In Corpore                                                                              | Sarah Jayne, Ivan Malekin                           | Austrália                        | Drama                                | Clara Francesca Pagone, Naomi Said, Kelsey Gillis, Sarah Timm, Frank Fazio, Christopher Dingli                                                      | Quatro casais espalhados por quatro países lidam com amor, luxúria, comprometimento, e infidelidade                                                                                      |
| In un futuro aprile                                                                     | Francesco Costabile, Federico Savonitto             | Itália                           | Documentário, Biográfico             | | Explora a juventude do escritor e cineasta italiano Pier Paolo Pasolini |
| Into                                                                                    | Charlie David                                       | Canadá                           | Documentário                         | Addie Batson, Geoffrey Lui, Luna Matatas, Headmistress Shahrazad, Dylan Yapp                                                                        | Sobre fetiches e o mundo BDSM |
| Io sono il sole                                                                         | Ilaria Gambarelli                                   | Itália                           | Documentário                         | Lorenzo Riva, Luigi Valietti | Sobre o estilista Lorenzo Riva e o relacionamento com seu colaborador e ex-parceiro Luigi Valietti                                                                                       |
| Isaac                                                                                   | Ángeles Hernández, David Matamoros                  | Espanha                          | Drama                                | Iván Sánchez, Erika Bleda, Pepe Ocio, Maria Rivera                                                                                                  | Dois amigos se reencontram 16 anos depois de terminarem a escola |
| The Jinkx and DeLa Holiday Special                                                      | BenDeLaCreme                                        | EUA                              | Comédia, Musical                     | Jinkx Monsoon, BenDeLaCreme, Jordan Iosua, Taylor Varla, Jean Merman, Sann Hall, Chloe Albin                                                        | Duas drag queens tentam montar um especial de Natal |
| Julia Scotti: Funny That Way                                                            | Susan Sandler                                       | EUA                              | Documentário                         | Julia Scott | Sobre o passado e presente da comediante trans Julia Scott |
| Jump, Darling                                                                           | Philip J. Connell                                   | Canadá                           | Drama                                | Thomas Duplessie, Cloris Leachman, Linda Kash | Uma drag queen amadora vai para o interior depois de terminar com o namorado e encontra sua avó que faz e tudo para não ir para um asilo                                                 |
| Justine                                                                                 | Jamie Patterson                                     | Reino Unido                      | Drama, Romance                       | Sian Reese-Williams, Steve Oram, Kirsty Dillon, Tallulah Haddon, Sophie Reid, Xavien Russell                                                        | Segue uma mulher de Brighton em um caminho de autodestruição |
| Kajillionaire                                                                           | Miranda July                                        | EUA                              | Drama, Crime                         | Evan Rachel Wood, Richard Jenkins, Debra Winger, Gina Rodriguez                                                                                     | Uma mulher treinada pelos pais na arte da trapaça acaba atrapalhando uma missão ao se apaixonar pela vítima                                                                              |
| Kapana                                                                                  | Philippe Talavera                                   | Namíbia                          | Drama                                | Adriano Visagie, Simon Hanga, Chanwrill Vries, Mikiros Garoes, Foreversun Haiduwah, Albertina Hainane                                               | Primeiro filme de temática LGBT da Namíbia, segue a história de amor entre dois mercadores                                                                                               |
| Kathoey (กะเทย)                                                                         | Joris Fernandez, Paolo Valconcha                    | Filipinas, Tailândia             | Drama                                | | Um homem conservador procura por sua filha trans e recebe a ajuda de uma prostituta kathoey                                                                                              |
| Keith Haring: Street Art Boy                                                            | Ben Anthony                                         | Reino Unido                      | Documentário, Biográfico             | Keith Haring, Fab 5 Freddy | Sobre o artista urbano americano Keith Haring |
| Kelet                                                                                   | Susani Mahadura                                     | Finlândia                        | Documentário                         | Kelet, Lola, Ofimja, Amanda, Max, Ervin Latimer | Segue a jornada de uma jovem trans finlandesa-somali aspirante à modelo |
| Kiss Me Before It Blows Up                                                              | Shirel Peleg                                        | Alemanha                         | Comédia, Romance                     | Moran Rosenblatt, Luise Wolfram, Rivka Michaeli, Juliane Köhler, Bernard Schütz, Irit Kaplan                                                        | Sobre duas mulheres israelenses de gerações diferentes; uma se apaixona por uma alemã, e a outra por um palestino                                                                        |
| Kokon                                                                                   | Leonie Krippendorff                                 | Alemanha                         | Drama                                | Jella Haase, Lena Klenke, Anja Schneider, Lena Urzendowsky, Elina Vildanova                                                                         | Uma adolescente se apaixona pela primeira vez em um longo verão |
| Kyuso Wa Chizu No Yume Wo Miru (窮鼠はチーズの夢を見る)                                 | Isao Yukisada                                       | Japão                            | Romance                              | Noriko Kijima, Ryu Narita, Tadayoshi Ohkura, Miyu Sakihi, Honami Sato, Shiori Yoshida                                                               | Um homem é chantageado por um detetive com quem ele estudou; ele não revelará sua infidelidade para sua esposa se os dois tiverem um caso                                                |
| Lactasia                                                                                | Val Phoenix                                         | EUA                              | Comédia, Terror                      | | Drag queens, góticos, e punks, são transformados em zumbis pela indústria da maquiagem, mas são salvos pelo leite de uma coveira butch                                                   |
| Laila in Haifa                                                                          | Amos Gitai                                          | Israel, França                   | Comédia                              | Maria Zreik, Naama Preis, Tsahi Halevi, Makram J. Khoury                                                                                            | Explora as histórias de cinco mulheres frequentando a mesma boate em Haifa |
| The Last Conception                                                                     | Gabriela Ledesma                                    | EUA                              | Comédia, Drama                       | Marshall Manesh, Nazanin Mandi, Carie Kawa, Roberta Hanlen, Matt Richards, Lovlee Carroll                                                           | Uma família descobre que fazem parte de uma linhagem antiga e a única esperança de continuá-la é a filha lésbica                                                                         |
| The Last Thing He Wanted                                                                | Dee Rees                                            | EUA                              | Suspense, Drama                      | Anne Hathaway, Ben Affleck, Rosie Perez, Edi Gathegi, Toby Jones, Willem Dafoe                                                                      | trad. A Última Coisa que Ele Queria Uma jornalista passa a cuidar de seu pai doente, e acaba herdando o trabalho dele de vendedor de armas na América Central                            |
| Lauluja rakkaudesta                                                                     | Anu Kuivalainen                                     | Finlândia                        | Documentário                         | Ritva Oksanen | O amor, relacionamentos, e a sexualidade entre homens e mulheres idosos |
| Lazare                                                                                  | Philippe Chalem                                     | França                           | Drama, Fantasia                      | Marin Lafitte, Fabrice Scott, Éva Provence, Eminé Meyrem                                                                                            | Um time de atores franco-brasileiros vão à Bucareste para filmar um projeto, sem saber que a equipe técnica tem seu próprio plano                                                        |
| Die Letzte Stadt                                                                        | Heinz Emigholz                                      | Alemanha                         | Drama                                | John Erdman, Jonathan Perel, Young Sun Han, Dorothy Ko, Susanne Sachsse, Laurean Wagne                                                              | Duas pessoas se encontram ao longo de várias vidas diferentes |
| La leyenda negra                                                                        | Patricia Vidal Delgado                              | EUA                              | Drama                                | Monica Betancourt, Kailei Lopez, Irlanda Moreno, Maria Jose Fernandez                                                                               | Uma imigrante adolescente luta para ficar nos EUA, arriscando sua família, amigos, e seu primeiro amor                                                                                   |
| Like A Boss                                                                             | Miguel Arteta                                       | EUA                              | Comédia                              | Tiffany Haddish, Rose Byrne, Jennifer Coolidge, Billy Porter, Salma Hayek                                                                           | |
| Limiar                                                                                  | Coraci Ruiz                                         | Brasil                           | Documentário                         | Lena Bartman, Martí Ruiz de Matos, Coraci Ruiz, Noah Silveira Ruiz                                                                                  | A diretora segue a transição de gênero de seu filho |
| Love Stage!! (ラブ ステージ)                                                            | Hiroki Inoue                                        | Japão                            | Comédia, Romance                     | Mahiro Sugiyama, Hiroki Nakada, Shinichi Wagou, Daigo Naito                                                                                         | Baseado no mangá homônimo |
| Luz                                                                                     | Jon Garcia                                          | EUA                              | Drama                                | Ernesto Reyes, Jesse Tayeh | Dois colegas de cela lutam para sobreviver na prisão e manter seu relacionamento intacto                                                                                                 |
| Ma Rainey's Black Bottom                                                                | George C. Wolfe                                     | EUA                              | Drama, Biográfico                    | Viola Davis, Chadwick Boseman, Glynn Turman, Colman Domingo, Michael Potts                                                                          | [ 161 ] |
| Made on the Rooftop (메이드 인 루프탑)                                                  | Kim Jho Gwang-soo                                   | Coreia do Sul                    | Comédia, Romance                     | Hong Nae Lee, Jung Hwi, Lee Jeong-eun, Jeong-woo Kang, Kwak Min-Gyoo                                                                                | Após seu namorado terminar com ele, um jovem se muda com seu melhor amigo |
| Mães do Derick                                                                          | Denise Kelm                                         | Brasil                           | Documentário                         | Thammy Tk12, Marina Chiva, Derick Souza, Ana Paula Lourenço, Bruna Janaina Batagin                                                                  | Quatro jovens lésbicas anarquistas criam seu filho de nove anos no Paraná |
| El maestro                                                                              | Julián Dabien, Cristina Tamagnini                   | Argentina                        | Drama                                | Diego Velázquez, Ezequiel Tronconi, Ana Katz, Valentín Mayor Borzone, Danny Veleizán, Natalia Aparicio                                              | Um professor dedicado é pressionado à parar de ensinar depois de ter sua homossexualidade revelada                                                                                       |
| Maledetta primavera                                                                     | Elisa Amoruso                                       | Itália                           | Drama                                | Micaela Ramazzotti, Giampaolo Morelli, Emma Fasano, Federico Ielapi, Manon Bresch, Fabrizia Sacchi                                                  | Em 1990, uma jovem de 13 anos se muda para os subúrbios de Roma e cria um forte laço com sua vizinha, uma garota da Guiana Francesa                                                      |
| Mama Gloria                                                                             | Luchina Fisher                                      | EUA                              | Documentário                         | Gloria Allen | Conta a história de vida de Gloria Allen, uma mulher trans de setenta anos do sul de Chicago                                                                                             |
| March for Dignity                                                                       | John Eames                                          | Reino Unido                      | Documentário                         | | Segue ativistas organizando a primeira parada do orgulho de Tbilisi apesar de ameaças |
| Maria Solinha                                                                           | Ignacio Vilar                                       | Espanha                          |                                      | Grial Montes, Laura Míguez, Santi Prego, Mabel Rivera, Antonio 'Morris' Durán, Machi Salgado                                                        | Um diretor renomado vai até a Galícia para reconstruir no palco a história de uma mulher acusada de bruxaria queimada pela inquisição espanhola no século XVII                           |
| Meu Nome É Bagdá                                                                        | Caru Alves de Souza                                 | Brasil                           | Drama                                | Grace Orsato, Karina Buhr, Marie Maymone, Helena Luz, Nick Batista, William Costa                                                                   | Inspirado no livro Bagdá - O Skatista de Toni Brandão |
| Midnight Swan (ミッドナイトスワン)                                                      | Eiji Uchida                                         | Japão                            | Drama                                | Tsuyoshi Kusanagi, Misaki Hattori, Asami Mizukawa, Tomorowo Taguchi, Sei Matobu, Shunsuke Tanaka                                                    | Uma mulher trans cuida de um parente no ensino fundamental por este ser negligenciado por sua mãe                                                                                        |
| Las mil y una                                                                           | Clarisa Navas                                       | Argentina                        | Drama                                | Sofía Cabrera, Ana Carolina Garcia, Mauricio Vila, Luis Molina, Marianela Iglesia, Pilar Rebull Cubells                                             | Uma jovem tem que lidar com seu primeiro amor em uma sociedade heteronormativa |
| Milkwater                                                                               | Morgan Ingari                                       | EUA                              | Comédia, Drama                       | Molly Bernard, Patrick Breen, Robin de Jesus, Ava Eisenson, Ade Otukoya                                                                             | Uma mulher aceita ser barriga de aluguel para um homem gay mais velho, mas acaba se apegando a ele                                                                                       |
| Min pappa Marianne                                                                      | Mårten Klingberg                                    | Suécia                           | Comédia, Drama                       | Hedda Stiernstedt, Rolf Lassgård, Lena Endre | O padre de uma cidade se assume como mulher e começa sua transição de gênero |
| Minyan                                                                                  | Eric Steel                                          | EUA                              | Drama                                | Samuel H. Levine, Ron Rifkin, Christopher McCann, Mark Margolis, Richard Topol, Brooke Bloom, Alex Hurt                                             | Filho de imigrantes russos, um jovem judeu explora sua homossexualidade sob a sombra de tradições religiosas, isolamento de imigrantes, expectativas da comunidade, e a pandemia da AIDS |
| Miss                                                                                    | Ruben Alves                                         | França                           | Comédia, Drama                       | Alexandre Wetter, Isabelle Nanty, Pascale Arbillot, Thibault de Montalembert                                                                        | Um homem descobrindo sua identidade sexual decide participar do concurso de beleza Miss França                                                                                           |
| Miss Andy (迷失安狄)                                                                    | Teddy Chin                                          | Taiwan, Malásia                  | Drama                                | Lee-zen Lee, Ruby Lin, Jack Tan | [ 176 ] |
| Mon amour                                                                               | David Teboul                                        | França                           | Documentário                         | | De luto pela morte de seu parceiro, o diretor sai em uma peregrinação pela Sibéria |
| Monstrous                                                                               | Bruce Wemple                                        | EUA                              | Mistério, Terror, Drama              | Anna Shields, Rachel Finninger, Grant Schumacher, Hannah McKechnie, Catharine Daddario                                                              | Uma mulher procura por sua amiga desaparecida em uma floresta conhecida por avistamentos do Pé-grande                                                                                    |
| Mucho, Mucho Amor: The Legend of Walter Mercado                                         | Kareem Tabsch, Cristina Costantini                  | EUA                              | Documentário                         | Walter Mercado, Willy Acosta, Lin-Manuel Miranda | trad. Ligue Djá: O Lendário Walter Mercado Sobre Walter Mercado, um dos astrólogos mais famosos do mundo                                                                                 |
| My Fiona                                                                                | Kelly Walker                                        | EUA                              | Drama                                | Camille Guaty, Sara Amini, John Ennis, Corbin Reid                                                                                                  | Depois da suicídio de sua melhor amiga, uma mulher ajuda a viúva desta a cuidar do filho                                                                                                 |
| My First Summer                                                                         | Katie Found                                         | Austrália                        | Drama                                | Markella Kavenagh, Maiah Stewardson, Harvey Kaska Zielinski, Edwina Wren, Steve Mouzakis, Arthur Angel                                              | Um garota que cresceu isolada encontra outra completamente diferente e as duas passam um verão juntas                                                                                    |
| My Friend, The Mayor: Small-town Politics in the Age of Trump                           | Max Westerman                                       | Países Baixos, EUA               | Documentário                         | Sean Strub | Um homem soropositivo abertamente gay se candidata à prefeito de uma pequena cidade de maioria republicana                                                                               |
| My Lockdown Romance                                                                     | Bobby Bonifacio                                     | Filipinas                        | Comédia, Romance                     | Jameson Blake, João Constancia, Gab Pangilinan, Raffy Tejada, Connie Virtucio, Skyzx Labastilla                                                     | Dois amigos se reencontram durante o lockdown da pandemia do coronavírus |
| The Mystery of the Pink Flamingo                                                        | Javier Polo Gandía                                  | Espanha                          | Documentário                         | John Waters, Eduardo Casanova, Allee Willis, Rigo Pex                                                                                               | Uma pesquisa para revelar a história do icônico adorno de jardim e piscinas, o flamingo rosa                                                                                             |
| La nave del olvido                                                                      | Nicol Ruiz Benavides                                | Chile                            | Drama                                | Rosa Ramírez Ríos, Romana Satt, Gabriela Arancibia, Claudia Devia, Raúl López Leyton, Cristóbal Ruiz                                                | Após a morte do marido, uma senhora tradicional vai morar com sua filha e neto e se apaixona pela vizinha casada                                                                         |
| Neubau                                                                                  | Johannes Maria Schmit                               | Alemanha                         | Romance, Drama                       | Tucké Royale, Monika Zimmering, Jalda Rebling, Minh Duc Pham                                                                                        | Um homem está dividido entre seu dever de cuidar de sua avó doente, e o desejo de ter uma nova vida em Berlim                                                                            |
| A New York Christmas Wedding                                                            | Otoja Abit                                          | EUA                              | Romance, Drama                       | Nia Fairweather, Adriana DeMeo, Chris Noth, Otoja Abit, Cooper Koch, David Anzuelo                                                                  | Na véspera de seu casamento natalino, uma mulher é visitada por um anjo que mostra como sua vida seria se ela tivesse aceitado seu amor por sua amiga de infância                        |
| Ney - À Flor da Pele                                                                    | Felipe Nepomuceno                                   | Brasil                           | Documentário                         | Ney Matogrosso | O impacto do cantor Ney Matogrosso e suas performances |
| Nimby                                                                                   | Teemu Nikki                                         | Finlândia                        | Comédia, Drama                       | Susanna Pukkila, Almila Bagriacik, Elias Westerberg, Matti Onnismaa, Mari Rantasila, Antti Reini                                                    | Um jovem casal lésbico se prepara para assumir seu relacionamento para suas famílias quando a mãe política de uma delas vem visitar                                                      |
| No Ordinary Man                                                                         | Chase Joynt, Aisling Chin-Yee                       | EUA                              | Documentário                         | Billy Tipton | Sobre Billy Tipton, jazzista do século XX e ícone trans |
| Nowhere                                                                                 | Francisco Salazar, David Salazar                    | EUA, Colômbia                    | Drama                                | Miguel González, Juan Pablo Castiblanco, Nathalie Rangel, Melissa Cardona, Evan Sudarsky, Daniel Espinosa                                           | Um casal gay colombiano vivendo em Nova Iorque deve enfrentar problemas familiares e de imigração para ficarem juntos                                                                    |
| The Nowhere Inn                                                                         | Bill Benz                                           | EUA                              | Comédia, Drama                       | St. Vincent, Carrie Brownstein, Ezra Buzzington | Um pseudodocumentário, onde a cantora St. Vincent contrata uma amiga/ex-namorada para contar sua história                                                                                |
| The Nudity (निर्देशक)                                                                      | Arunkumar Senthil                                   | Índia                            | Documentário                         | Sudha P. | Sobre o ritual de emasculação na comunidade hijra |
| Number 1                                                                                | Kuo-Sin Ong                                         | Singapura, Malásia               | Musical, Comédia, Drama              | Mark Lee, Kiwebaby, Jaspers Lai, Darius Tan, Kenneth Chia, Gadrick Chin                                                                             | Um homem tímido de meia-idade acidentalmente se torna uma sensação drag |
| Nun of Your Business                                                                    | Ivana Marinic Kragic                                | Croácia, Sérvia                  | Drama                                | Mia Anocic Valentic, Maruska Aras, Jadranka Elezovic, Asja Jovanovic, Ana Maras, Iva Mihalic                                                        | O romance entre duas freiras |
| Ocean of Love                                                                           | Ingo Niermann, Alexa Karolinski                     | Cuba, Suíça                      | Documentário                         | | Participantes do radical Exército do Amor espalham amor e prazer sensual independente de gênero, idade, ou etnia                                                                         |
| The Old Guard                                                                           | Gina Prince-Bythewood                               | EUA                              | Ação, Aventura, Fantasia             | Charlize Theron, KiKi Layne, Marwan Kenzari, Luca Marinelli, Matthias Schoenaerts, Chiwetel Ejiofor                                                 | [ 195 ] |
| Once a Year on Blackpool Sands                                                          | Karlton Parris                                      | Reino Unido                      | Comédia, Drama                       | Kyle Brookes, McCauly Cooper, Dominic McCavish, Linda Clark, Wendy Laurence, Elizabeth Coombs                                                       | Baseado na história de amor real entre dois mineiros nos anos 50 |
| The One You Feed                                                                        | Drew Harwood                                        | EUA                              | Suspense, Drama                      | Rebecca Fraiser, Drew Harwood, Gareth Koorzen, Richard Watson                                                                                       | Um estranho ferido é resgatado por um homem e uma mulher em uma casa isolada |
| Operndiven - Operntunten                                                                | Rosa von Praunheim                                  | Alemanha                         | Documentário                         | Nadine Secunde, Sophie Koch, Edda Moser, Dagmar Manzel                                                                                              | Uma investigação sobre o estereótipo de homens gays que adoram a ópera |
| Orville + Bob                                                                           | Alan R. Griswold II                                 | EUA                              | Documentário                         | | Segue a história de um casal gay inter-racial juntos à 48 anos |
| Ostatni komers                                                                          | Dawid Nickel                                        | Polônia                          | Drama                                | Mikolaj Matczak, Michal Sitnicki, Sandra Drzymalska, Nel Kaczmarek, Jakub Wróblewski, Zofia Swiatkiewicz                                            | A jornada até a maturidade de quatro adolescentes de uma cidade pequena |
| OSGI gorroto-delituei begirada orokorra                                                 | Cristina Rueda Balsera                              | Espanha                          | Documentário                         | | Recolhe e divulga os principais resultados da investigação “Estratégias para lidar com crimes de ódio com base na orientação e identidade sexual e de gênero"                            |
| Out Loud                                                                                | Gail Willumsen                                      | EUA                              | Documentário                         | | Segue a primeira temporada de um coral composto exclusivamente por pessoas trans |
| Out of Body                                                                             | Jason T. Gaffney                                    | EUA                              | Fantasia, Comédia, Romance           | Kevin Held, Jason T. Gaffney, Annie Kerins, Julia Morizawa, David Singletary, Max Torrez                                                            | Depois de ter seu corpo possuído por um demônio, o espírito de um homem deve chamar a atenção de seu namorado                                                                            |
| P.S. Burn This Letter Please                                                            | Michael Seligma, Jennifer Tiexiera                  | EUA                              | Documentário                         | Joe E. Jeffreys | Uma caixa esquecida em um armazém abandonado serve de cápsula do tempo para a era drag dos anos 50                                                                                       |
| Palindrome                                                                              | Marcus Flemmings                                    | Reino Unido                      | Comédia, Drama                       | Tábata Cerezo, Sarah Swain, Hester Ruoff | Um jovem negro luta para achar a liberdade no Reino Unido moderno em meio ao Brexit |
| Para Onde Voam as Feiticeiras                                                           | Carla Caffé, Eliane Caffé, Beto Amaral              | Brasil                           | Documentário                         | Ave Terrena Alves, Fernanda Ferreira Ailish, Gabriel Lodi, Mariano Mattos Martins, Preta Ferreira, Thata Lopes                                      | Acompanha as performances de um grupo de artistas LGBT no centro de São Paulo |
| Parable                                                                                 | Beer Adriaanse                                      | África do Sul                    | Terror                               | Thapelo Aphiri, Carla Classen, Jane de Wet, Edrien Erasmus, Mila Guy                                                                                | Ao tentar uma forma extrema de terapia de conversão sexual, um pastor invoca um demônio                                                                                                  |
| Paris Calligrammes                                                                      | Ulrike Ottinger                                     | Alemanha, França                 | Documentário                         | | A diretora relembra sua estadia em Paris nos anos 60 |
| Passou                                                                                  | Felipe André Silva                                  | Brasil                           | Drama, Romance                       | Carlos Eduardo Ferraz, Fábio Alves, Pedro Toscano, Peu Queiroga                                                                                     | Segue o relacionamento mal resolvido entre dois homens |
| Pee Nak 2 (พี่นาค 2)                                                                      | Phontharis Chotkijsadarsopon                        | Tailândia                        | Terror, Comédia                      | Phiravich Attachitsataporn, Timethai Plangsilp, Paisarnkulwong Vachiravit                                                                           | Continuação do filme de 2019, onde dois monges são perseguidos por um fantasma depois de decidirem levar vidas seculares                                                                 |
| Petite fille                                                                            | Sébastien Lifshitz                                  | França                           | Documentário                         | | Uma criança começa a duvidar do gênero imposto à ela quando nasceu e parte em uma jornada de autoconhecimento                                                                            |
| The Pink Triangle                                                                       | Felix Niklas Malms                                  | EUA                              | Drama, Documentário                  | Benjamin Schnau, Jhor Asketills, Suvi Honkanen, Lina Lebherz                                                                                        | Durante a Segunda Guerra, um soldado nazista gay esconde sua sexualidade de seu irmão |
| Playdurizm                                                                              | Gem Deger                                           | República Checa                  | Fantasia, Terror                     | Austin Chunn, Gem Deger, Issy Stewart, Christopher Hugh, James Adamson                                                                              | Um jovem amnésico acorda em um apartamento com um homem que pode ser o ator que ele idolatra                                                                                             |
| Poppy Field                                                                             | Eugen Jebeleanu                                     | Romênia                          | Drama                                | Conrad Mericoffer, Alexandru Potocean, Radouan Leflahi, Cendana Trifan, Ionuț Niculae, Alex Călin                                                   | Segue um jovem gendarme gay que tenta conciliar essas duas partes de sua identidade |
| Pornstar Pandemic: The Guys                                                             | Edward James                                        | EUA                              | Documentário                         | Dante Colle, DeAngelo Jackson, Edward James, Alex Lecomte, Jack Loft, Pierce Paris                                                                  | Examina as vidas de atores pornô gays durante a pandemia do coronavírus |
| Porta(le) Venezia                                                                       | Giacomo Caglio, Alberto Pattacini                   | Itália                           | Documentário                         | | Sobre o Porta Venezia, distrito histórico de Milão que se tornou um ponto para a comunidade LGBT da cidade                                                                               |
| Pray Away                                                                               | Kristine Stolakis                                   | EUA                              | Documentário                         | | Revela o dano causado por grupos de conversão ex-gay |
| Prazer em Conhecer                                                                      | Susanna Lira                                        | Brasil                           | Documentário                         | Vinícius Lacerda, Nicolle Mahier Batista, Léo Dutra, João Sá, Charles Pereira, Alexandre Putti                                                      | Mostra o cotidiano de usuários de PrEP no Brasil |
| Prelle: In My Own Voice                                                                 | Anita Beikpour                                      | Dinamarca                        | Documentário                         | Rikke Prelle, Karim Theilgaard | Uma música precisa confrontar seu passado para alcançar seus sonhos |
| La Première marche                                                                      | Hakim Atoui, Baptiste Etchegaray                    | França                           | Documentário                         | | Quatro estudantes lideram a primeira parada do orgulho de Saint-Denis, subúrbio trabalhador de Paris                                                                                     |
| Present Still Perfect (แค่นี้ก็ดีแล้ว2)                                                       | Anusorn Soisa-Ngim                                  | Tailândia                        | Drama, Comédia, Romance              | Anusorn Soisa-Ngim, Adisorn Tonawanik, Kritsana Maroukasonti                                                                                        | Uma continuação do filme Present Perfect de 2017 Dois homens tem que escolher entre a moralidade e o desejo                                                                              |
| Pride and Protest                                                                       | Blaise Singh                                        | EUA                              | Documentário                         | Blaise Singh, Lady Phyll, Ryan Lanji, Josh Rivers, Aaron Carty                                                                                      | Um grupo de repórteres de cor da comunidade lutam contra a homofobia e o racismo em espaços LGBT                                                                                         |
| Prideland                                                                               | Katherine Linton                                    | EUA                              | Documentário                         | Dyllon Burnside | Sobre a vida LGBT moderna nos Estado Unidos |
| The Prom                                                                                | Ryan Murphy                                         | EUA                              | Musical, Comédia                     | Meryl Streep, James Corden, Nicole Kidman, Andrew Rannells, Jo Ellen Pellman, Ariana DeBose                                                         | Baseado no musical homônimo Um grupo de atores da Broadway fracassados ajudam uma adolescente a levar a namorada para a festa da escola por publicidade                                  |
| Promising Young Woman                                                                   | Emerald Fennell                                     | EUA                              | Suspense, Comédia, Drama             | Carey Mulligan, Bo Burnham, Alison Brie, Clancy Brown, Jennifer Coolidge, Laverne Cox                                                               | |
| Proper Pronouns                                                                         | Meg Daniels, Manie Robinson                         | EUA                              | Documentário                         | | Uma mulher trans sulista procura validação e reconciliação em seu casamento |
| Pyrale                                                                                  | Roxanne Gaucherand                                  | França                           | Ficção Científica                    | Lou Vaultier, Flavie Pons | No meio de uma invasão de mariposas assassinas, uma jovem se apaixona por sua amiga de infância                                                                                          |
| Queen of the Andes                                                                      | Jillian Acreman                                     | Canadá                           | Ficção Científica, Drama             | Bhreagh MacNeil, Hailey Chown, Maggie Vaughan, Jason K. Roy, Ilkay Silk, Jon Wilkinson                                                              | Mostra o último dia na Terra de uma botânica involuntariamente recrutada para colonizar Marte                                                                                            |
| Quem pode jogar?                                                                        | Marcos Ribeiro                                      | Brasil                           | Documentário                         | Maria Joaquina, Juliano Ferreira, Anne Viriato, Isabelle Neris, Dionne Freitas, Gustavo Uchoa                                                       | Segue a rotina e a luta de quatro atletas trans |
| Rain Beau's End                                                                         | Tracy Wren                                          | EUA                              | Drama                                | Sean Young, Edward Asner, Christian Stolte, Melanie Chandra, Janet Ulrich Brooks, Cindy Chang                                                       | Um casal lésbico adota uma criança erroneamente diagnosticada com uma predisposição genética para a violência                                                                            |
| Rapture in Blue                                                                         | Ryder Houston                                       | EUA                              | Suspense, Drama                      | Bryce Lederer, Sarah Greenfield, Tanner Garmon, Ariana Kelly, Eddie Lederer, Dylan Weand                                                            | Pressionado à satisfazer sua namorada, um jovem não sabe como lidar com sua sexualidade ou seu estado mental                                                                             |
| Reading for Sarah                                                                       | Kevin Bahr                                          | EUA                              | Comédia, Drama                       | Bre Tomey, Shea Sweeney, Danica Jensen, Grace DeLoe, Catherine Nastasi, Liza Truschel                                                               | Antologia que segue um grupo de jovens atrizes em um teste de elenco para o mesmo papel                                                                                                  |
| The Real Des                                                                            | Iwan Roberts                                        | Reino Unido                      | Documentário                         | David Tennant | Detalha os crimes cometidos pelo assassino em série Dennis Nilsen de 1978 até 1983 |
| Red Yellow Pink                                                                         | Jolanta Warpechowski                                | Polônia, Áustria                 | Drama                                | David Paul, Agnieszka Salamon, Wojciech Galzinski, Adrian Koszewski, Beata Sliwinska, Anna Dzierza                                                  | O relacionamento tumultuoso entre um jovem gay e sua mãe católica |
| Rede de Ódio                                                                            | Jan Komasa                                          | Polônia                          | Suspense, Drama                      | Maciej Musiałowski, Danuta Stenka, Jacek Koman, Vanessa Aleksander, Maciej Stuhr, Agata Kulesza                                                     | Considerado uma sequência ou um spin-off do filme Suicide Room de 2011 |
| Remote de Korosareru (リモートで殺される)                                               | Hideo Nakata                                        | Japão                            | Mistério, Drama                      | Tsubasa Honda, Mackenyu Arata, Tokio Emoto, Taichi Saotome, Tomoya Maeno, Asuka Saitô                                                               | Seis colegas de turma se envolvem em um mistério em uma conversa remota durante a pandemia do coronavírus                                                                                |
| Restart After Come Back Home (リスタートはただいまのあとで)                             | Ryûta Inoue                                         | Japão                            | Romance, Drama                       | Yûki Furukawa, Yukijirô Hotaru, Masahiro Kômoto, Eri Murakawa, Hiroko Nakajima, Ryô Ryûsei                                                          | Um homem larga o emprego e retorna à sua cidade natal depois de 10 anos longe, onde conhece o enteado de um fazendeiro                                                                   |
| The Right Girls                                                                         | Timothy Wolfer                                      | EUA                              | Documentário                         | Valentyna, Joanne Stefani, Chantal, Sinay, Anna Harmon, Emily Harmon                                                                                | Três jovens trans de Honduras e El Salvador viajam até os EUA em uma caravana |
| The Rise and Fall of a Porn Superstar                                                   | Tomer Heymann                                       | Reino Unido, Israel              | Documentário                         | Jonathan Agassi | Filmado ao longo de sete anos, segue a carreira do ator pornô Jonathan Agassi |
| Rizi (日子)                                                                             | Tsai Ming-liang                                     | Taiwan                           | Drama                                | Lee Kang-sheng, Anong Houngheuangs | Também conhecido como Days Um homem mora sozinho em uma casa grande, outro vive em um pequeno apartamento na cidade. Eles se encontram                                                   |
| Rodson ou (Onde o Sol Não Tem Dó)                                                       | Cleyton Xavier, Clara Chroma, Orlok Sombra          | Brasil                           | Ficção Científica                    | Orlok Sombra, S. brxxzkjxkzxkxkz, Nirá Link, Gadi Bergamota, Lyna Lurex, Tina Reinstrings                                                           | [ 235 ] |
| Run Hide Fight                                                                          | Kyle Rankin                                         | EUA                              | Ação, Suspense                       | Thomas Jane, Radha Mitchell, Isabel May, Eli Brown, Olly Sholotan, Treat Williams                                                                   | |
| Sắc Đẹp Dối Trá                                                                         | Kay Nguyễn                                          | Vietnã                           | Comédia, Ação                        | Hương Giang, Puka, Phát La, Tuấn Trần | Um dublê que sonha em ter uma transição de gênero entra para um concurso de beleza para fugir de uma gangue depois de testemunhar um assassinato                                         |
| Saezuru Tori Wa Habatakanai: The Clouds Gather (囀る鳥は羽ばたかない The clouds gather) | Kaori Makita                                        | Japão                            | Animação, Crime                      | Tarusuke Shingaki, Wataru Hatano, Kenta Miyake | Baseado no mangá homônimo de Kou Yoneda Um chefe masoquista da yakuza tem um caso com seu guarda-costas                                                                                  |
| Saint-Narcisse                                                                          | Bruce LaBruce                                       | Canadá                           | Comédia, Erótico, Fantasia           | Félix-Antoine Duval, Tania Kontoyanni, Alexandra Petrachuk, Andreas Apergis, Jillian Harris, Michel Eid                                             | Um jovem narcisista descobre que tem um irmão gêmeo que vive em um remoto monastério |
| Same-Sex Attracted                                                                      | Maddy Purves, Zoie Young                            | EUA                              | Documentário                         | | Segue um grupo de jovens LGBT da Universidade de Birmingham por um ano letivo |
| Šarlatán                                                                                | Agnieszka Holland                                   | República Checa                  | Drama                                | Ivan Trojan, Josef Trojan, Juraj Loj, Jaroslava Pokorná                                                                                             | Baseado na vida do curandeiro tcheco Jan Mikolášek |
| Schwarz, Weiss, Bunt                                                                    | David Moser                                         | Áustria                          | Drama                                | Clara Diemling, Elisabeth Kanettis, Sophie Wegleitner, Sebastian Klemm-Lorenz, Viktoria Hillisch                                                    | Uma garota com medo de perder sua juventude encontra família, amigos, e estranhos em um fim de semana                                                                                    |
| Schwesterlein                                                                           | Véronique Reymond                                   | Suíça                            | Drama                                | Nina Hoss, Lars Eidinger, Marthe Keller, Jens Albinus, Thomas Ostermeier, Linne-Lu Lungershausen                                                    | Uma ex-dramaturga casada e com filhos leva seu irmão gay com leucemia para morar com ela                                                                                                 |
| The Second Life of Jamie P                                                              | Roger Sherman                                       | EUA                              | Documentário                         | Angie Peebles, Mlou Douglas, Carol Holly, Jamie Peebles, Elaine Peebles, Nick Quartucci                                                             | Segue a transição de gênero de uma mulher que acabou de se descobrir aos 63 anos |
| A Secret Love                                                                           | Chris Bolan                                         | EUA                              | Documentário                         | Terry Donahue, Diana Bolen, Pat Henschel | trad. Secreto e Proibído Sobre duas ex-jogadoras de basebol que esconderam seu relacionamento por quase sete décadas                                                                     |
| Sei no Gekiyaku (性の劇薬)                                                              | Hideo Jōjō                                          | Japão                            | Drama, Erótico                       | Takashi Kitadai, Sho Wantanbe, Kouhei Nagano, Ruri Shinato, Seiki Chiba, Sosuke Yamamoto                                                            | Também conhecido como Dangerous Drugs of Sex, baseado no mangá homônimo Um homem suicida é raptado por um médico misterioso                                                              |
| Shifter                                                                                 | Jacob Leighton Burns                                | EUA                              | Terror, Ficção Científica            | Nicole Fancher, Ashley Mandanas, Leesa Neidel, Stephen Goodman, Paul T. Taylor                                                                      | Uma mulher começa a sofrer com efeitos colaterais de um experimento temporal que deu errado                                                                                              |
| Shirley                                                                                 | Josephine Decker                                    | EUA                              | Biográfico, Suspense                 | Elisabeth Moss, Logan Lerman, Michael Stuhlbarg, Odessa Young                                                                                       | Sobre a escritora de horror Shirley Jackson |
| Shit & Champagne                                                                        | D’Arcy Drollinger                                   | EUA                              | Comédia, Ação                        | D'Arcy Drollinger, Alaska Thunderfuck | Uma stripper investiga as mortes de seu namorado e sua meia-irmã |
| Shiva Baby                                                                              | Emma Seligman                                       | EUA                              | Comédia                              | Rachel Sennott, Molly Gordon, Polly Draper, Danny Deferrari, Fred Melamed, Dianna Agron                                                             | Uma jovem bissexual é surpreendida por sua ex-namorada e seu sugar daddy em um funeral de família                                                                                        |
| Shubh Mangal Zyada Saavdhan (शुभ मंगल ज़्यादा सावधान)                                           | Hitesh Kewalya                                      | Índia                            | Comédia, Romance                     | Ayushmann Khurrana, Jitendra Kumar, Neena Gupta, Gajraj Rao, Manu Rishi, Sunita Rajwar, Maanvi Gagroo                                               | Um spin off do filme Shubh Mangal Saavdhan de 2017 A família conservadora de um homem gay tenta "purificá-lo", mas seus planos são frustrados pelo namorado dele                         |
| Si c'était de l'amour                                                                   | Patric Chiha                                        | França                           | Documentário                         | | Sobre as vidas profissionais e pessoais de dançarinos do espetáculo Crowd, sobre a cultura rave dos anos 90, coreografado por Gisèle Vienne                                              |
| Silent Voice                                                                            | Reka Valerik                                        | França, Bélgica                  | Drama                                | Ruben Francq | Um jovem lutador de MMA checheno foge para Bruxelas após seu irmão descobrir sua homossexualidade e jurar matá-lo                                                                        |
| Sinful                                                                                  | Rich Mallery                                        | EUA                              | Suspense                             | Nicole D'Angelo, Chris Spinelli, Christina Lo | Fugindo após cometerem um crime horrorífico, duas mulheres recém casadas ficam presas em uma casa misteriosa                                                                             |
| Sleight                                                                                 | Noelani Mei Lee                                     | EUA                              | Drama                                | Daniel Hershberger, Angela Burns, David DeLao, Michael Sorrells, D.J. Economou                                                                      | Um homem com esclerose múltipla deve encontrar a paz enquanto luta com as consequências de sua condição                                                                                  |
| Socks on Fire                                                                           | Bo McGuire                                          | EUA                              | Documentário                         | Michael Patrick Nicholson, Bo McGuire, Chuck Duck, Carron Clark                                                                                     | Um poeta compõe uma carta cinemática para sua avó enquanto sua tia homofóbica e seu tio drag queen lutam pela propriedade dela                                                           |
| Some Nights I Feel Like Walking                                                         | Petersen Vargas                                     | Filipinas                        | Drama                                | Elijah Canlas, Kokoy de Santos | Um jovem rico foge de casa e se junta a um grupo de prostitutos |
| The Sound of Identity                                                                   | James Kicklighter                                   | EUA                              | Documentário                         | Hidenori Inoue, Andres Cladera, Anthony Clarke Evans, Ronnie Jobe, Denni Sayers, Tobias Picker                                                      | Segue a performance de estreia da primeira mulher trans a ter o papel de Don Giovanni |
| Spencer                                                                                 | Martyn Park                                         | Austrália                        | Drama, Romance                       | Adam Noviello, Natasha Maymon, Tom Handley | Um jovem bissexual tenta se reconectar com a vida após uma série de relacionamentos complicados                                                                                          |
| De stad was van ons                                                                     | Netty van Hoorn                                     | Países Baixos                    | Documentário                         | | Sobre o movimento lésbico da Holanda nos anos 70 |
| Stage Mother                                                                            | Thom Fitzgerald                                     | EUA                              | Drama, Comédia                       | Jacki Weaver, Lucy Liu, Adrian Grenier, Mya Taylor, Allister MacDonald, Oscar Moreno, Jackie Beat                                                   | Uma mulher conservadora vira dona da boate drag de seu falecido filho gay |
| Stardust                                                                                | Gabriel Range                                       | Reino Unido, Canadá              | Biográfico, Drama                    | Johnny Flynn, Jena Malone, Marc Maron, Anthony Flanagan, Lara Heller, Roanna Cochrane                                                               | Sobre a primeira visita do cantor David Bowie aos EUA |
| Steelers: The World's First Gay Rugby Club                                              | Eammon Ashton-Atkinson                              | Reino Unido, Países Baixos       | Documentário                         | | Conta a história do primeiro time de rugby gay do mundo, formado em 1995 |
| Stoma (造口人)                                                                          | Kit Hung                                            | Hong Kong, Suíça                 | Drama                                | Lam Yiu-Sing, Stefan Kollmuss, Derek Tsang, Chan Wai-Man, Lam Sing                                                                                  | Um fotógrafo gay descobre que tem câncer peritoneal e precisa enfrentar sua mortalidade e perda da identidade sexual                                                                     |
| Stone Fruit                                                                             | Brandon Krajewski                                   | EUA                              | Drama                                | Thomas Hobson, Michael Sun Lee, Rob Warner, Matt Palazzolo, Nick Trengove                                                                           | Um casal gay vai à costa da Califórnia para celebrar seu divórcio com muita bebida, sol, e um ménage                                                                                     |
| A Stormy Night                                                                          | David Moragas                                       | Espanha                          | Drama, Romance                       | Jacob Perkins, David Moragas, Jordan Geiger, Marc DiFrancesco, Elena Martín                                                                         | Um documentarista espanhol cínico e um programador idealista dividem abrigo em Nova Iorque durante uma tempestade                                                                        |
| Sublet                                                                                  | Eytan Fox                                           | Israel, EUA                      | Drama                                | John Benjamin Hickey, Niv Nissim, Lihi Kornowski, Miki Kam, Peter Spears                                                                            | Um homem viaja para Tel Aviv após uma tragédia pessoal, e começa um relacionamento com um homem mais jovem                                                                               |
| Summer of Mesa                                                                          | Josh Cox                                            | EUA                              | Romance, Drama                       | Molly Miles, Andrea Granera, Alec Bandzes, Kristin Stearns Stewart, William Cummings, Patricia Ellis                                                | No verão de 1985, uma garota faz amizade com uma enigmática menina da sua idade |
| Summerland                                                                              | Jessica Swale                                       | Reino Unido                      | Drama                                | Gemma Arterton, Gugu Mbatha-Raw, Penelope Wilton, Tom Courtenay                                                                                     | Uma escritora tem que cuidar de um garoto depois da Blitz de Londres |
| Summertime                                                                              | Carlos López Estrada                                | EUA                              | Comédia, Drama                       | Marquesha Babers, Austin Antoine, Bryce Banks, Tyris Winter, Maia Mayor, Amaya Blankenship                                                          | As vidas de 25 jovens se cruzam durante um verão em Los Angeles |
| Supernova                                                                               | Harry Macqueen                                      | Reino Unido                      | Drama                                | Colin Firth, Stanley Tucci, James Dreyfus, Pippa Haywood, Sarah Woodward                                                                            | |
| The Surrogate                                                                           | Jeremy Hersh                                        | EUA                              | Drama                                | Jasmine Batchelor, Chris Perfetti, Sullivan Jones, Brooke Bloom, Tonya Pinkins, Eboni Booth                                                         | Uma mulher está animada para ser a barriga de aluguel de seu melhor amigo e o marido dele, mas os testes pré-natais mudam as coisas                                                      |
| Surviving the Silence                                                                   | Cindy L. Abel                                       | EUA                              | Documentário                         | Barbara Brass, Margarethe Cammermeyer, Eric Fanning, Mary Newcombe, Patsy Thompson                                                                  | A história de uma Coronel lésbica do Exército dos EUA forçada a seguir a lei do 'don't ask, don't tell'                                                                                  |
| T11 Incomplete                                                                          | Suzanne Guacci                                      | EUA                              | Drama                                | Kristen Renton, Zachary Booth, Karen Sillas, Katy Sullivan                                                                                          | Uma enfermeira ex-alcoólatra tenta reconstruir sua vida e se apaixona por uma jovem paciente paraplégica, mas acaba traindo a confiança dela                                             |
| Tahara                                                                                  | Olivia Peace                                        | EUA                              | Drama                                | Rachel Sennott, Madeline Grey DeFreece, Shlomit Azoulay, Daniel Taveras, Bernadette Quigley                                                         | Uma adolescente presa em um relacionamento tóxico processa a morte de uma colega |
| Taiwan Equals Love (同愛一家)                                                           | Yan Zhexuan                                         | Taiwan                           | Documentário                         | Mindy Chiu, Tien-Ming Wang, Jovi Wu | Segue três casais lutando para legalizar o casamento entre pessoas do mesmo sexo em Taiwan em 2016                                                                                       |
| Tal como soy                                                                            | Tomás Aceituno                                      | Espanha                          | Drama                                | Marian Dorantes, Manuel Almagro, Nieves De La Luz, Amanda Ferrer, Javier Cidoncha                                                                   | [ 271 ] |
| Tengo miedo torero                                                                      | Rodrigo Sepúlveda                                   | Chile, Argentina, México         | Drama, Romance                       | Alfredo Castro, Leonardo Ortizgris, Julieta Zylberberg, Amparo Noguera, Sergio Hernández                                                            | Durante a ditadura chilena, surge um relacionamento entre uma mulher trans solitária e um jovem guerrilheiro                                                                             |
| The Thing About Harry                                                                   | Peter Paige                                         | EUA                              | Comédia, Romance                     | Jake Borelli, Niko Terho, Britt Baron, Karamo Brown, Peter Paige                                                                                    | Um jovem gay reencontra um valentão dos tempos de escola e os dois se tornam amigos e eventualmente se apaixonam                                                                         |
| Three Chords and a Lie                                                                  | Trent Atkinson                                      | EUA                              | Documentário                         | Ryan Aceto, Cody Alan, Steve Boysen, Ty Brown, Jessica Christt, Phreadom Bastion Dimas                                                              | Uma década depois de ser expulso de sua família batista, um cantor country gay volta para casa                                                                                           |
| Through the Glass Darkly                                                                | Lauren Fash                                         | EUA                              | Suspense                             | Robyn Lively, Shanola Hampton, Michael Trucco, Katrina Norman, Judith Ivey, Bethany Anne Lind                                                       | [ 275 ] |
| To Decadence with Love, Thanks for Everything!                                          | Stuart Sox                                          | EUA                              | Documentário                         | Franky Canga, Laveau Contraire | Segue duas drag queens de Nova Orleans se preparando para os seis dias de Southern Decadence                                                                                             |
| Todos tenemos un muerto en el placard o un hijo en el clóset                            | Nicolás Teté                                        | Argentina, Espanha               | Comédia, Drama                       | Facundo Gambandé, Maria Fernanda Callejón, Diego De Paula, Antonella Ferrari, Mateo Giuliani                                                        | Um homem volta à sua cidade natal para o aniversário de casamento de seus pai para pedir dinheiro para poder se mudar com o namorado                                                     |
| Tove                                                                                    | Zaida Bergroth                                      | Finlândia, Suécia                | Biográfico, Drama                    | Alma Pöysti, Krista Kosonen, Shanti Roney, Eeva Putro, Joanna Haartti, Jakob Öhrman                                                                 | Sobre a vida da autora Tove Jansson, criadora dos Moomins |
| Tras                                                                                    | Medb Johnstone                                      | Irlanda                          | Documentário                         | | Documentário em língua irlandesa sobre os desafios enfrentados por um jovem casal trans                                                                                                  |
| Transformation                                                                          | Roman Romanov                                       | Bielorrússia                     | Documentário                         | | Conta as histórias de pessoas trans vivendo na Bielorrússia |
| Transformistas                                                                          | Chad Hahne                                          | Cuba, EUA                        | Documentário                         | | Segue um grupo de transformistas cubanas em uma época onde cross-dressing era ilegal |
| Transhood                                                                               | Sharon Liese                                        | EUA                              | Documentário                         | | Filmado ao longo de cinco anos, acompanha quatro crianças trans até chegarem a maioridade                                                                                                |
| Triple Threat                                                                           | Stacey Maltin                                       | EUA                              | Comédia                              | Stacey Maltin, Jay DeYonker, Margarita Zhitnikova, Catherine Curtin, Neal Lerner, Aury Krebs                                                        | [ 283 ] |
| Tuttinsieme                                                                             | Marco S. Puccioni                                   | Itália                           | Documentário                         | | Segue dois pais, o diretor e seu parceiro, enquanto criam seus filhos gêmeos |
| Two Eyes                                                                                | Travis Fine                                         | EUA                              | Drama                                | Benjamin Rigby, Kiowa Gordon, Uly Schlesinger, Jessica Allain, Ryan Cassata, Kate Bornstein                                                         | Segue três personagens em três épocas diferentes; um artista no século XIX, uma jovem questionadora em 1979, e um adolescente trans no presente                                          |
| Umibe no Étranger (海辺のエトランゼ)                                                    | Akiyo Ohashi                                        | Japão                            | Animação, Romance                    | Yoshitsugu Matsuoka, Taishi Murata | Um adolescente se apaixona por um escritor em uma ilha, mas o outro homem decide ir embora. Eles se reencontram três anos depois                                                         |
| Unapologetic                                                                            | Ashley O’Shay                                       | EUA                              | Documentário                         | | Sobre a liderança feminina do movimento Black Lives Matter |
| Uncle Frank                                                                             | Alan Ball                                           | EUA                              | Drama                                | Paul Bettany, Sophia Lillis, Peter Macdissi, Steve Zahn, Judy Greer                                                                                 | Um 'filme de estrada' sobre um homem gay confrontando seu passado |
| Und morgen die ganze Welt                                                               | Julia von Heinz                                     | Alemanha                         | Drama                                | Mala Emde, Noah Saavedra, Tonio Schneider, Andreas Lust                                                                                             | Uma jovem se junta a subdivisão antifascista para lutar contra o crescente movimento neo-nazista                                                                                         |
| Under My Skin                                                                           | David O’Donnell                                     | EUA                              | Drama                                | Liv Hewson, Alex Russell, Bobbi Salvör Menuez, Chloe Freeman, Alexis Denisof, Lex Ryan                                                              | Uma artista não-binária livre se apaixona por um advogado sério |
| Underplayed                                                                             | Stacey Lee                                          | Canadá                           | Documentário                         | Nervo, Nightwave, Rezz, Sherelle, TokiMonsta, Tygapaw                                                                                               | Traça o perfil de várias mulheres na música eletrônica |
| Une nuit, à travers champs                                                              | Guillaume Grélardon                                 | França                           | Drama                                | Jérémy Gillet, Félix Lefebvre, Nadia Tereszkiewicz, Yoann Zimmer, Alice Carel, Sandrine Salyères                                                    | Dois adolescentes inseparáveis decidem caminhar até uma boate |
| Unique                                                                                  | Nachum Mochiach                                     | Israel                           | Documentário                         | Gili Basson | Uma mulher trans faz uma cirurgia de redesignação sexual depois de seu aniversário de 30 anos                                                                                            |
| The Unlikely Story of the Lesbians of First Friday                                      | Kathryn L. Beranich                                 | EUA                              | Documentário                         | | Sobre o First Friday, grupo ativista lésbico de Roanoke formado no começo dos anos 80 |
| Valentina                                                                               | Cássio Pereira dos Santos                           | Brasil                           | Drama                                | Ronaldo Bonafro, Thiessa Woinbackk, Rômulo Braga, Letícia Franco, Guta Stresser, Maria de Maria                                                     | Uma garota trans e sua mãe se mudam para uma nova cidade, onde ela tenta evitar preconceitos                                                                                             |
| Velikku Veluppankalam                                                                   | Akshay Varma                                        | Índia                            | Drama                                | Krishnachandran, Anu Mohan, Swetha Vinod, Vijay Menon, Neena Kurup, Shobha Mohan                                                                    | Um homem brâmane tenta juntar coragem para sair do armário para os pai antes de seu casamento                                                                                            |
| Vento Seco                                                                              | Daniel Nolasco                                      | Brasil                           | Drama                                | Leandro Faria Lelo, Allan Jacinto Santana, Renata Carvalho, Rafael Teóphilo, Del Neto, Larissa Sisterolli                                           | Um homem vive uma vida monótona em Goiás quando conhece uma desenhista |
| Verão de 85                                                                             | François Ozon                                       | França                           | Drama, Romance                       | Félix Lefebvre, Benjamin Voisin, Valeria Bruni Tedeschi, Melvil Poupaud, Philippine Velge, Isabelle Nanty                                           | |
| Victim(s)                                                                               | Layla Zhuqing Ji                                    | Malásia                          | Drama                                | Xianjun Fu, Kahoe Hon, Wilson Hsu, Lu Huang, Remon Lim, Lim Jian Wen                                                                                | Tanto a mãe de uma vítima quanto a mãe de seu assassino descobrem um lado desconhecido de seus filhos                                                                                    |
| Vi slås med sværd                                                                       | Malthe Wermuth Saxer                                | Dinamarca                        | Documentário                         | | Dois homens trans imaginam sua infância como meninos na floresta |
| Vil, má                                                                                 | Gustavo Vinagre                                     | Brasil                           | Documentário                         | Juliane Elting, Wilma Azevedo | Uma escritora de literatura sadomasoquista idosa narra sua turbulenta história de vida sexualmente explícita                                                                             |
| Vilom                                                                                   | Sunder Pal                                          | Índia                            | Drama                                | Sunder Pal, Ambika Kamal, Navpreet Moti | Um homem confuso com sua sexualidade vira colega de quarto de um cabeleireiro gay e uma atriz, que acabam se apaixonando por ele                                                         |
| La vita davanti a sé                                                                    | Edoardo Ponti                                       | Itália                           | Drama                                | Sophia Loren, Ibrahima Gueye, Abril Zamora, Renato Carpentieri, Diego Iosif Pirvu, Massimiliano Rossi                                               | |
| Wake Up: Stories from the Frontlines of Suicide Prevention                              | Nate Townsend                                       | EUA                              | Documentário                         | Craig Bryan, Steve Eliason, Morissa Henn, Dese'Rae Stage, Gayle Zibilich, Michael Zibilich                                                          | Quatro histórias diferentes da linha de frente da prevenção ao suicídio |
| Welcome to Chechnya                                                                     | David France                                        | EUA                              | Documentário                         | | Centrado nos campos de concentração para gays na Chechênia |
| Well Rounded                                                                            | Shana Myara                                         | Canadá                           | Documentário                         | Jenny Ellison, Ivory, Lydia Okello, Candy Palmater, Janet Tomiyama, Joanne Tsung                                                                    | Um filme para as mulheres gordas, queer, e racializadas |
| What Women Want: Gay Romance                                                            | Charlie David                                       | Canadá                           | Documentário                         | Jeff Adams, Daryl Banner, Sue Banner | Sobre o interesse de mulheres em conteúdo gay |
| Wojnarowicz: F--k You F-ggot F--ker                                                     | Chris McKim, Randy Barbato                          | EUA                              | Documentário                         | Fran Lebowitz, Nan Goldin, Peter Hujar, Kiki Smith, Richard Kern                                                                                    | Um olhar sobre a vida de David Wojnarowicz, escritor, pintor, e pensador gay |
| A Worm in the Heart                                                                     | Paul Rice                                           | EUA, Irlanda, Rússia             | Documentário                         | | Detalha a situação da comunidade LGBT russa |
| Wrath of Desire (愛・殺)                                                                | Zero Chou                                           | Taiwan                           | Mistério, Drama, Romance             | Peace Yang, Chia Wei Weng, Yu Ting Hsu, Shang Ho Huang                                                                                              | [ 305 ] |
| Written on Water                                                                        | Pontus Lidberg                                      | EUA, Alemanha, França            | Drama, Romance                       | Aurélie Dupont, Alexander Jones, Pontus Lidberg, Stina Ekblad, Sarawanee Tanatanit, Leslie Caron                                                    | Casada mas ainda assombrada por um caso de amor mal resolvido de seu passado, uma coreógrafa cria uma nova peça de dança                                                                 |
| Your Eyes on Me                                                                         | Sergei Alexander                                    | Reino Unido                      | Drama                                | Paul Stone, Jean-Philippe Boriau, Niamh Sullivan | Um encontro romântico muda a vida de uma drag queen |
| Your Name Engraved Herein (刻在你心底的名字)                                            | Kuang-Hui Liu                                       | Taiwan                           | Romance, Drama                       | Edward Chen, Tseng Jing-hua, Leon Dai, Wang Shih-hsien, Fabio Grangeon                                                                              | Também conhecido como The Name Engraved in Your Heart Após o fim do lei marcial em Taiwan, dois jovens embarcam em um relacionamento ilícito                                             |